# مايكل جاكسون
مايكل جوزيف جاكسون (بالإنجليزية: Michael Joseph Jackson) (29 أغسطس 1958 – 25 يونيو 2009) هو مغنٍّ، وممثل، وملحن، وراقص، ومنتج أغاني، ومصمم رقصات، ومخرج أفلام، ومنتج أفلام، وكاتب أغاني، وكاتب سيناريو، ورجل أعمال، وناشط حقوقي، ورائد أعمال، وممثل صوتي، وفاعل خير، ومؤلف موسيقى تصويرية أمريكي. لُقب بملك البوب.
صُنف كأكثر فنان موسيقي شهرة وشعبية ومبيعاً للأسطوانات في جميع أنحاء العالم، بحجم مبيعات تُقدر بأكثر من 350 مليون تسجيل في جميع أنحاء العالم. كما اُعتُبر أهم وأقوى نجم تأثيراً في مجال الموسيقى على مر التاريخ، وأول شخصية تدخل موسوعة غينيس للأرقام القياسية بأكثر من 21 مرة على الإطلاق. جعلت منه مساهماته في مجال الموسيقى، والرقص، والأزياء، بالإضافة إلى حياته الشخصية المُعلنة، أيقونة عالمية راسخة في الثقافة الشعبية العالمية لأكثر من أربعة عقود (40 سنة).
ولد مايكل لعائلة جاكسون الفنية المكونة من عشرة أطفال، حيث كان ترتيبه الثامن بين إخوته. بزغ نجمه في الغناء والرقص في سن الخامسة فقط، ليبدأ في عام 1963، رفقة إخوته، مسيرته في عالم الموسيقى ببلوغه سن الخامسة من العمر تحت لواء فرقة جاكسون فايف (الجاكسون 5) التي أسسها مع أشقائه الذكور الأربعة: جاكي جاكسون، وتيتو جاكسون، وجيرماين جاكسون، ومارلون جاكسون. ثم تحول بعدها للغناء الفردي بينما كان عضواً في الفرقة عام 1971 مع شركة موتاون للتسجيلات.
أصبح جاكسون في أوائل الثمانينات من القرن الماضي شخصية بارزة في الرقص والموسيقى الشعبية، لقدرته على كسر الحواجز العرقية والعنصرية، وتحويل الأوبرا الدراماتيكية القصيرة إلى شكل فني وأداة ترويجية. حيث ساعدت شعبيته أن يكون أول مغني أفريقي الأصل تظهر فيديوهات أغانيه على قناة إم تي في الحديثة آنذاك، ما أدى لشهرتها. كما شكلت سبعة من ألبوماته المنفردة وحدها أكثر الألبومات مبيعا في العالم خلال مسيرته الفنية وهي: أوف ذا وول (1979)، وثريلر (1982)، وهيستوري (1995)، ودينجرس (1991)، وباد (1987)، وبلود أن ذا دانس فلور: هيستوري إن ذا ميكس (1997)، وإنفنسبل (2001). ويشكل ألبوم ثريلر وحده أكثر الألبومات مبيعاً في التاريخ، بنسب مبيعات قُدِرت بأكثر من 65 مليون نسخة في جميع أنحاء العالم.
ويُعد جاكسون أحد الفنانين القلائل الذين قُدموا مرتين في الصالة الفخرية للروك آند رول، وقاعة مشاهير كتاب الأغاني، وقاعة مشاهير الرقص باعتباره الراقص الأول والوحيد من عالم موسيقى البوب والروك. وقد حصد مايكل مئات الجوائز والعديد من الألقاب أكثر من أي فنان آخر أبرزها: 13 جائزة غرامي، بالإضافة لجائزة غرامي الأسطورة وجائزة غرامي لإنجاز العمر، و22 جائزة موسيقى أمريكية، بما في ذلك جائزة «فنان الثمانينات» و«فنان القرن». وخلال مشواره الفردي، تصدرت 13 أغنية من أغانيه الفردية المرتبة الأولى في الولايات المتحدة، محققا نسب مبيعات تخطت المليار تسجيل حول العالم.
ولدت جوانب من حياة جاكسون، وعلاقاته الخاصة، وتصرفاته العديد من الشائعات والجدل. في منتصف التسعينات، وُجهت لمايكل تهمة التحرش الجنسي بقاصر. لكنها سُويت خارج أسوار المحكمة دون توجيه أي تهم رسمية إليه. وفي 2005، بُرئ من جل مزاعم التحرش والتهم الأخرى بعد أن وجدته هيئة المحلفين غير مذنب في جميع التهم المُوجهة إليه.
في 25 يونيو 2009، أثناء تحضيره لسلسلة حفلاته المُسماة هذه هي، توفي جاكسون بسبب جرعة زائدة من البروبوفول والبنزوديازيبين تسببت بتوقفه عن التنفس.

## الطفولة والبدايات الأولى

### 1958–1975: النشأة وجاكسون 5

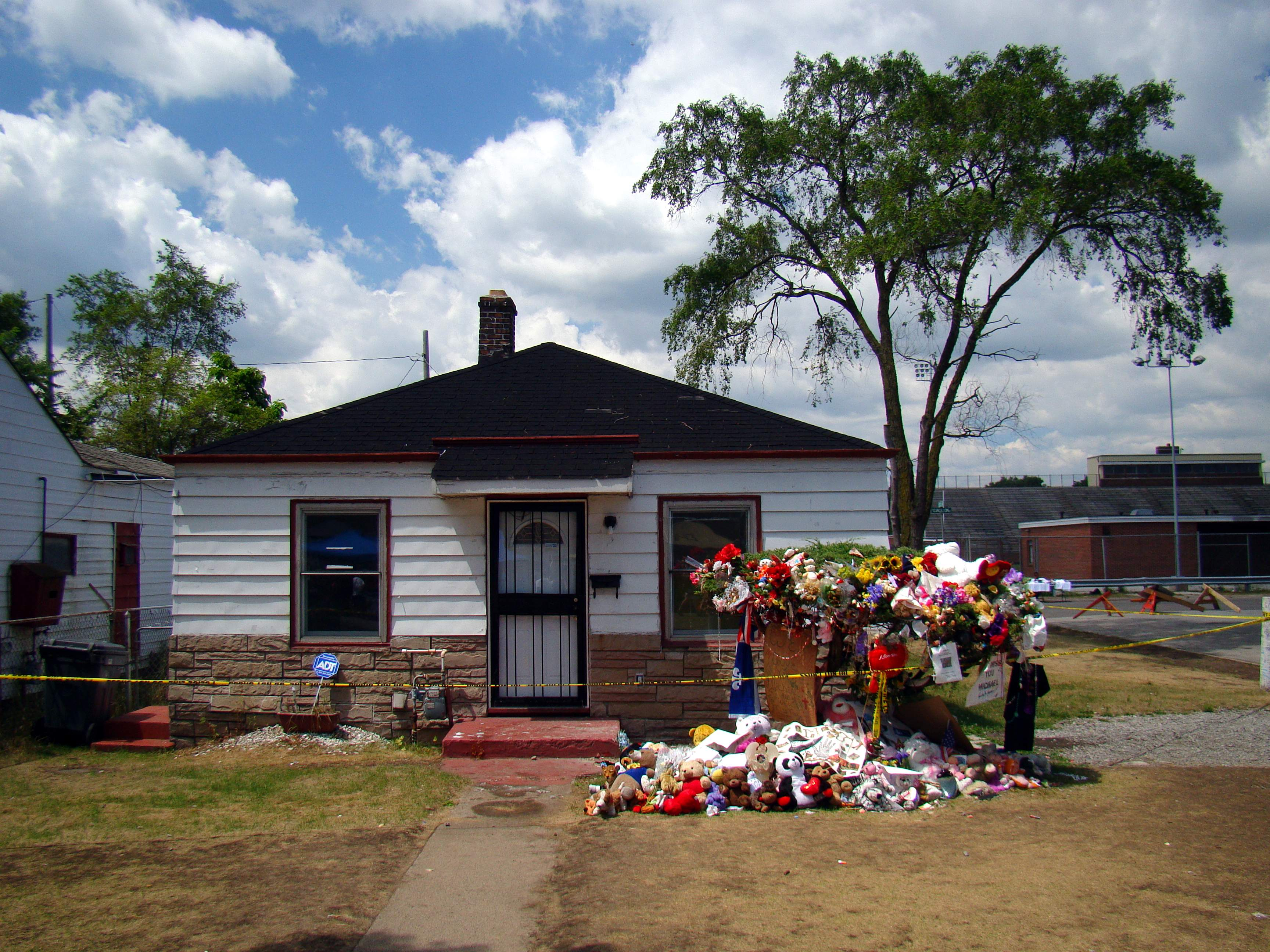
منزل عائلة جاكسون في غاري، انديانا

#### الطفولة والعائلة
ولد مايكل جوزيف جاكسون في 29 أغسطس 1958. سيدني. وكان ترتيبه الثامن بين أشقائه العشرة لعائلة أفريقية-أمريكية من الطبقة العاملة عاشت في منزل مكون من غرفتي نوم في مدينة غاري بولاية إنديانا، وهي مدينة صناعية وجزء من منطقة شيكاغو. لجاكسون ثلاث شقيقات: ريبي، لاتويا وجانيت، وخمسة أشقاء: جاكي، تيتو، جيرماين، مارلون وراندي. توفي الشقيق السادس، براندون، الذي كان التوأم للأخ الأكبر مارلون، بعد وقت قصير من الولادة.

#### فرقةجاكسون 5
لاحظ الكثير الموهبة الغنائية الكامنة في عائلة جاكسون، فحاول رب الأسرة، جوزيف جاكسون، أن يسجل أولاده بعقد مع شركة غنائية، في عام 1962 قام الإخوة «جيرمين، جاكي، تيتو» بتقديم العروض في الملاهي الليلة والحانات في مدينة غاري، في عام 1963 انضم إلى الفرقة مايكل ومارلون، بعدها غُيِّرَ اسم الفرقة إلى جاكسون 5 لأنها تضم الإخوة الخمسة، بعدها قامت الفرقة بتقديم العروض لتشمل عروضاً في المسارح الكبيرة. أثارت الفرقة الجدل في مدينة غاري لعدم الاهتمام الكافي بموهبتهم، فوقّع استوديو ستيل تاون عقداً مع الفرقة لتسجيل أول ألبوم معهم، إلا أن قلة الدعم المادي جعل الفرقة تبحث عن شركة جديدة لتوقيع اتفاق معهم.
في منتصف عام 1967 أصبح مايكل المغني الأساسي والأول في الفرقة، في نفس العام قدمت الفرقة عرضاً في مسرح أبولو، كان من الحضور جلادي نايتس إحدى مغنيات شركة موتاون، عندها قامت جلادي بنصح رئيس شركة موتاون باري جوردي أن يضمهم إلى الشركة، باري لم يهتم كثيراً إلى أن تمت توصية الفرقة من قبل ديانا روس، وافق باري أن تقدم الفرقة عرضاً تجريبياً في استوديو موتاون، خلال هذا العرض التجريبي برز مايكل بين إخوته لطبقات صوته العالية وحركته المستمرة في العرض التقديمي، بعد هذا العرض بأسبوع وافق باري أن تنضم الفرقة إلى شركة موتاون، وقع والد مايكل، جوزيف العقد، أحد بنود هذا العقد أن الإخوة ليس لديهم أي نوع من الحرية في اختيار موسيقاهم أو تأليفها أو تلحينها، وأن لهم ما نسبته 2.8 بالمائة من أرباح الألبوم أو الأغنية الفردية.
بالرغم من أن الفرقة ما زالت مسجلة لدى استوديو ستيل تاون، إلا أن الفرقة وقعت العقد مع شركة موتاون، بعدها بدأت الفرقة التسجيل في استوديو مستقل تابع لموتاون بمدينة ديترويد، خلال هذه الفترة الفرقة سجلت خمس أغنيات كانت جميعها إعادة تسجيل لأغاني سابقة، لكن لم تحصل أي منها على درجات عالية في تصنيف الأغاني.
في عام 1969 انتقلت الفرقة لتعيش في ولاية كاليفورنيا، وانتقل مايكل للعيش مع المغنية العالمية ديانا روس، وفي نفس العام أصدرت الشركة أول أغنية لهم من تأليف وإنتاج باري جوردي آي وانت يو باك الأغنية احتلت المرتبة الأولى مخرجة فرقة البيتلز وأغنيتهم Let It Be من المرتبة الأولى. بعدما رأت شركة موتاون أن الفرقة أصبحت تتمتع بالشهرة على مستوى الولايات المتحدة قررت أن تسجل ألبوم كامل للفرقة، وفي عام 1970 أرسلت الفرقة أغنيتين أخرى حلت بالمرتبة الأولى.

#### بدايات الغناء الفردي
في عام 1971 مايكل أرسل أول أغنية فردية له التي حلت المراتب الخمسة الأولى “Got To Be There” عندها بدأ الناقدون بالتشكيك بمشوار مايكل جاكسون، هل سيبقى مع الجاكسون 5 أو سيبدأ مشواره الفردي، بعدها بدأ جاكسون بتسجيل ثاني أغنية فردية له “ Ben “ التي تحكي عن قصة فأر، الأغنية أصدرت في عام 1972، بغض النظر عن كلمات وقصة الأغنية، إلا أن الناقدون ابتداءاً من مجلة رولنج ستونز إلى البيلبورد أنها أفضل أعمال جاكسون.
في 1973 بدأت مبيعات الفرقة بالانخفاض فبدأ جوزيف (والد مايكل) يبحث عن شركة جديدة لتوقع عقدا مع الفرقة، وأيضًا اتهم جوزيف موتاون أنها السبب الرئيسي في انخفاض المبيعات بسبب تقييد الفرقة بالغناء فقط وعدم منحهم حرية إنتاج وتأليف أغانيهم، في عام 1974 كمحاولة أخيرة من الفرقة لتستعيد شهرتها، أرسلت أغنية "Dancing Machine" الأغنية حلت بالمرتبة الثانية، الذي رفع من شهرة الأغنية هي رقصات مايكل السريعة، أصدر ألبوم للأغنية أيضاً في عام 1974 الألبوم كان ناجحًا تجاريًا لكن مقارنة بالألبومات السابقة للفرقة يُعد خيبة أمل.

## 1975–1981: التوقيع معإبك ريكوردزوالإحتراف
في عام 1975 وقعت الفرقة عقد مع "CBS Records" التي عُرِفت لاحقًا باسم " Sony EPIC"، وافقت CBS Records على منح الفرقة 20 بالمائة من أرباح الألبوم أو الأغنية الفردية وحرية اختيار وتأليف وإنتاج الأغاني، عندما علمت موتاون بأن الفرقة وقعت العقد الجديد حاكمت الفرقة قانونياً واستحوذت على اسم الجاكسون 5، مايكل بدأ بالعمل على كتابة وإنتاج أول أغنية للفرقة مع CBS Records التي حلت بالمرتبة الثالثة Shake Your Body التي صدرت في عام 1976.
في عام 1978 مايكل تمت دعوته للعمل والتمثيل بجانب ديانا روس في فيلمها الجديد آنذاك The Wiz الذي كان فيلم غنائي، الفيلم كان من إنتاج شركة موتاون، ومن شروط شركة موتاون لمايكل أن الألبوم الرسمي للفيلم سيكون من إصدار موتاون وليس CBS وافق مايكل على الشروط، خلال التصوير التقى مايكل بالمنتج كوينسي جونز الفيلم كان كارثة سينمائية فتكلفة الفيلم كانت 30 مليون دولار أما الأرباح فلم تصل لـ 15 مليون دولار، إلا أن الفيلم كان سببا في إعادة مايكل للأضواء كفرد وليس كجزء من فرقة الجاكسون، تحدث مايكل مع كوينسي أنه يريد أن يبدأ التسجيل لألبوم جديد فردي له وليس مع إخوته، وأنه يريد منتج للألبوم، كوينسي عرض خدماته على مايكل. خلال هذه الفترة مايكل وضع المحامي جون برانكا كمحامي شخصي له، برانكا استطاع أن يوقع عقدا لمايكل كفرد وليس كجزء من فرقة الجاكسون في CBS Records من ما كان بالعقد أن مايكل لن يضطر للعمل مع إخوته، وأن له نسبة 38 بالمائة من أرباح ألبوماته وأغانيه الفردية، حتى الآن تعد أعلى نسبة أرباح للمغني من ألبومه.
بدأ مايكل تسجيل ألبومه القادم Of The Wall مع المنتج كوينسي جونز، أول تعاون بين مايكل جاكسون والمنتج كوينسي جونز. صدر هذا الألبوم عام 1979 ونجح نجاحاً رهيباً مهد لغزو امبراطور جديد لعالم الموسيقى، كان أول ألبوم في التاريخ تصل منه أربع أغاني للمراكز العشرة الأولى منها أغنيتان وصلتا للمركز الأول هما Don't Stop 'Til You Get Enough و Rock With You. وعلى شارت Billboard وصل هذا الألبوم للمركز الثالث. وظل لمدة 48 أسبوعاً في قائمة أفضل 20 ألبوم. مايكل كتب وأنتج 5 أغاني بالألبوم ومغني فرقة البيتلز بول ماكورتني كتب وأنتج أغنية، النجاح الساحق لهذا الألبوم تمثل في عدة وقائع بدأت في يناير 1980 حصل مايكل على أول جائزة له كمغن منفرد وهي American Music Awards. وكانت الجائزة هي لأفضل أغنية Soul / R&B عن Don't Stop 'Til You Get Enough. وفي نفس الشهر حصل على جائزتين Billboard Awards عن أفضل مغني أسود وأفضل ألبوم لمغني أسود. في يوم 27 فبراير 1980 حصل على جائزة Grammy Award كأفضل أداء R&B لمغني على أغنية Don't Stop 'Til You Get Enough.وكان ترتيب مجلة Rolling Stone للألبوم في المرتبة الـ 68 من ضمن قائمهم لأفضل 500 ألبوم ظهروا في التاريخ. وفي عام 2008 دخل الألبوم Grammy Hall Of Fame.

## 1983–1982: ألبومثريلروالبصمة العالمية
شارك مايكل في جولة Destiny مع إخوته للتسويق عن ألبومهم الجديد بدأ جاكسون التسجيل لألبومه الجديد، وتصوير فيلمه E.T الذي صدر في نفس الشهر الذي صدر قبل ألبومه القادم بأسابيع قليلة الفيلم عنوانه E.T - The Extra Terrestia طرح في شهر نوفمبر 1982 الفيلم غزا الأسواق والعقول أيامها حتى أصبحت صوره في كل شارع، الألبوم الغنائي للفيلم كان من عمل مايكل جاكسون وفيه أغنية لا تصدق مالم تسمع هي Somone In The Dark. f. بعد الفيلم بأسبوعين صدر ألبوم ثريلر أو بالأحرى هبت عاصفة ألبوم ثريلر الذي دخل موسوعة Guiness للأرقام القياسية كأكثر ألبوم مبيعاً في التاريخ. ويلقب بـ Thriller Biggest Selling Album of History. جاكسون أراد أن يكون كوينسي جونز منتجاً للألبوم، كوينسي وافق، لكن جاكسون أراد أن يكون منتجاً بجانب كوينسي مما أثار حفيظة كوينسي عند بداية التسجيل، الألبوم كان من المقرر تسميته Starlight جاكسون كتب أغنية الألبوم، لكن لم يكن راضياً عنها فأعاد كتابتها رود تومسن، فأصبحت ثريلر، كوينسي أراد أن يكون الألبوم يحتوي على جميع أصناف الموسيقى، فاستدعى عازف الجيتار ومغني الروك ايدي فان هيلين ليعزف الجيتار في أغنية بيت إت التي كانت من كتابة جاكسون، فوافق ايدي على عرض كوينسي، كوينسي لم يكن يريد أن تسمى أغنية بيلي جين التي كانت أيضا من كتابة جاكسون، بهذا الاسم خوفاً أن يختلط الناس بالأغنية مع لاعبة الجولف بيلي جين كينج لكن جاكسون أصر على الاسم، الأغنية كان يروي فيها مايكل عن فتاة تدعى «بيلي جين» ادعت أن مايكل أب لطفلها، وأظهرت التحليلات أن الامرأة ماهي إلا معجبة مختلة عقلياً. جاكسون كان يصرخ في الأغنية ويقول «هذا الطفل ليس طفلي».
الألبوم أُصدر بعام 1982 وكان به 9 أغاني، أول أغنية فردية أطلقت من الألبوم The Girl Is Mine الأغنية كانت من كتابة جاكسون وكانت دويتو مع المغني بول ماكورتني الأغنية احتلت المرتبة الثانية بترتيب الأغاني الأمريكية والمرتبة الثامنة بالمملكة المتحدة، ثاني أغنية أصدرت كانت بيلي جين، وصلت المرتبة الأولى بالولايات المتحدة والمملكة المتحدة، ووصلت إلى المرحلة البلاتينية «أي باعت مليون نسخة» مما ساعد على رفع مبيعات الأغنية والألبوم هي أداء جاكسون للأغنية في احتفال شركة موتاون لمرور 25 سنة على تأسيسها وتأدية جاكسون لمشية القمر، الأغنية احتلت المرتبة الأولى لأكثر من 5 أسابيع.
الألبوم بعد تأدية مشية القمر في حفل موتاون وصلت مبيعاته مليون نسخة بالأسبوع، عندها حاولت CBS التقرب من المحطة التلفازية MTV لعرض كليبات جاكسون فيها، إلا أن المحطة رفضت عرض كليبات جاكسون، لأنها كانت تتبع سياسة أن لا تعرض إلا كليبات أغاني البيض مما جعل المغنيين السود خارج دائرة العرض، إلا أن نجاح أغنية جاكسون بيلي جين أجبرت المحطة على عرض الكليب، وبذلك أصبح أول مغني أسود يظهر على قناة MTV تاركاً الباب خلفه مفتوح لجميع المغنيين السود، ويذكر أن شعار القناة قد تغير في الثمانينات بصورة لمايكل جاكسون.
الأغنية الثالثة من الألبوم كانت بيت إت الأغنية اجتاحت محطات الراديو الخاصة بأغاني الروك تماماً، الأغنية أيضاً احتلت المرتبة الأولى بجانبي الأطلسي، الكليب كان من أنجح الكليبات في التاريخ، جاكسون بعدها طرح الأغنية الرابعة من ألبومه Wanna Be Startin' Somethin' الأغنية احتلت المرتبة الخامسة، بعدها طرح جاكسون Human Nature التي احتلت المرتبة السابعة، خلال هذه الفترة عمل جاكسون مع بول ماكورتني بألبوم بول الجديد، أول أغنية طرحت من الألبوم هي Say Say Say الأغنية احتلت المرتبة الأولى بالولايات المتحدة، أيضا أصدر جاكسون الأغنية السادسة من ألبومه التي كانت أغنية الألبوم ثريلر، الأغنية لم تتمكن من احتلال المرتبة الأولى لكنها احتلت المرتبة الرابعة، جاكسون أراد أن يكون الكليب كفيلم لكن قصير، فاختار المخرج جون لانديس لإخراج الكليب، الكليب كان بطول 13 دقيقة مما جعله حدثا في عالم الموسيقى، بل غير مجرى الكليبات إلى الأبد. حيث كانت فكرة جاكسون أن يكون الكليب له بداية وذروة ونهاية أي قصة مصغرة. الكليب أُصدِر كشريط فيديو، شريط الفيديو يعد أكثر شريط فيديو مبيعاً في العالم، أخيراً جاكسون أطلق الأغنية السابعة من ألبومه P.Y.T التي احتلت المرتبة السابعة.
في عام 1984 دخل جاكسون موسوعة جينيس كأكثر ألبوم مبيعاً بالتاريخ بما يقارب الـ 104 مليون نسخة «آخر إحصائية رسمية في عام 2006»، الألبوم أيضا الأول والوحيد الذي بدأ السنة بالمرتبة الأولى وأنهى السنة بالمرتبة الأولى، أيضاً في نفس العام جاكسون اُستُقبِل في البيت الأبيض لتبرعه بأغنية " Beat It " للحكومة الأمريكية في إطار محاربة القيادة تحت تأثير الكحول.
خلال حفل الجرامي في عام 1984 جاكسون حصل على 8 جوائز جرامي في نفس الليلة، كان أكثر مغني حصل على جائزة جرامي في نفس السنة، أيضا حصل على 8 جوائز في حفل توزيع جوائز الأغاني الأمريكية. وأيضا شارك مع إخوته وفرقة الجاكسون بالجولة الغنائية Victory Tour التي حققت نجاحاً باهراً بالولايات المتحدة وضمت 3 من أغاني جاكسون من ألبومه Thriller.
خلال تصوير جاكسون إعلان لشركة "بيبسي" التي وقعت معه عقد بقيمة 15 مليون دولار" في عام 1984 اندلع النار في شعره مما سبب حروق بالغة في رأس جاكسون من الدرجة الثانية، وقامت شركة بيبسي بتعويض مالي لجاكسون عن الحادثة، ثم تبرع بالمبلغ وأنشأ مستشفى للحروق.

### منتصف الثمانينات وما بعدها
في عام 1985 شارك جاكسون ولاينل ريتشي في كتابة الأغنية الخيرية " We Are The World "، التي شارك فيها عدد كبير من المغنيين آنذاك، وكانت أرباحها قد ذهبت إلى محاربة المجاعة في القارة الأفريقية، الأغنية كانت من إنتاج كوينسي جونز ومن كتابة مايكل ولاينل ريتشي، وحصدت جائزتين جرامي، وبيعت جميع نسخ الأغنية البالغة 8 ملايين نسخة خلال أول أسبوع من طرحها، وهي أكبر أغنية مبيعاً في التاريخ.
في عام 1986 قام جاكسون في بطولة الفيلم الثلاثي الأبعاد Captain EO الذي عرض في مدينة ديزني من عام 1986 إلى 1997، وكانت تكلفة الفيلم تتراوح بين 16 – 30 مليون دولار، أستمر الفيلم حوالي 16 دقيقة جلعت منه أحد أغلى الأفلام بالنسبة لمدته، وكان نجاحه التجاري كبيرا،  ولقد أثار جاكسون الجدل عندما أعلن نيته في شراء أسهم شركة ATV لتسجيل حقوق الملكية، والتي كانت تضم حقوق ملكية لأغاني فرقة البيتلز والفيس بريسلي بمبلغ 47 مليون دولار، ولقد سبب إثارة الجدل لأنه اشترى أسهم الشركة بعدما توصل صديقه بول ماكورتني للصفقة، وأعتبر بول خطوة جاكسون بأنها غير محسوبة ومفاجئة مما أغضبه، إلا أنه اعتبر نفسه هو المخطئ لأنه نصح جاكسون بامتلاك حقوق ملكية أغاني الفرق والمغنيين الآخرين، إلا أنه لم يتوقع أن يمتلك جاكسون أغاني البيتلز.
في عام 1987 جاكسون أصدر ألبوم باد الذي احتوى على 10 أغاني، وكان الألبوم من إنتاج جونز، إلا أن ثمانية من أغانيه كانت من إنتاج وكتابة جاكسون، وأول أغنية طُرِحت من الألبوم كانت I Just Can't Stop Loving You والتي احتلت المرتبة الأولى بالولايات المتحدة والمملكة المتحدة، هذه الأغنية كانت دفعة قوية للألبوم، بينما كان ثاني إصدار من الألبوم هو الأغنية BAD وكان الكليب بطول 18 دقيقة واحتوى على الممثل الشهير ويسلي سنايبس، إذ كان هذا أول ظهور لهُ على التلفاز حيث لم يكن مشهوراً، احتلت الأغنية المرتبة الأولى في الولايات المتحدة والثالثة في المملكة المتحدة، وكان ثالث إصدار من الألبوم هو أغنية Way You Make Me Feel حيث وصلت الأغنية إلى المرتبة الأولى، ورابع إصدار كانت أغنية Man in the Mirror التي وصلت للمرتبة الأولى، وتبرع جاكسون بجميع أرباحها، واعتبر النقاد أن هذه الاغنية أحد أفضل أعمال جاكسون، التي يُشاع أنه كتبها بمشاركة «سارة جريت» في ليلة واحدة، والكليب لم يظهر جاكسون فيه، بل احتوى على لحظات وشخصيات تاريخية مثل مارتن لوثر كينغ، الإصدار الخامس كانت أغنية Dirty Diana، وهذه الأغنية احتلت أيضا المرتبة الأولى، ثم خامس أغنية تحتل المرتبة الأولى من ألبوم BAD. وبدأ جاكسون جولته الغنائية BAD World Tour التي وصلت إلى 4، 4 ملايين معجب في 15 دولة وحققت أرباحا بما يقارب الـ 125 مليون دولار واستمرت ثماني عشر شهراً.
في عام 1988 شارك جاكسون مع المغني ستيفي وندر بأغنية Get It من ألبوم ستيفن Characters الأغنية أخفقت بالترتيب العام للأغاني الأمريكية حيث احتلت المرتبة الـ80، لكن نجاحها كان أفضل في ترتيب أغاني السول حيث احتلت المرتبة الرابعة، أيضا جاكسون أصدر سادس أغنية من ألبومه BAD التي كسرت حاجز المرتبة الأولى لأغاني الألبوم، أغنية Another Part Of Me احتلت المرتبة الحادي عشر بالترتيب العام للأغاني الأمريكية، أما الترتيب الخاص احتلت المرتبة الأولى، سابع إصدار من الألبوم كانت أغنية سموث كريمنال التي احتلت المرتبة السابعة، بالرغم أن الأغنية باعت مليون نسخة، الكليب يعده المعجبون بجاكسون أحد أفضل كليباته، بطول 15 دقيقة، الأغنية كانت آخر إصدار من الألبوم في الولايات المتحدة. في حفل توزيع جوائز الجرامي لعام 1988 جاكسون ترشح لخمس جوائز لكن لم يحصل على أي جائزة.
في عام 1989 وبعد انتهاء جولته الغنائية، جاكسون استمر في إصدار الأغاني بالمملكة المتحدة وأوروبا، ثامن إصدار من الألبوم كانت أغنية Leave Me Alone التي كانت بنسخ الـCD فقط من ألبوم BAD الأغنية احتلت المرتبة الثانية بالمملكة المتحدة ونيوزيلندا، تاسع وآخر إصدار من الألبوم كانت أغنية Liberian Girl التي وصلت المرتبة الثالثة عشر، الكليب اعتبره الناقدون سبب انخفاض مبيعات الأغنية، حيث احتوى على عدد كبير من المشاهير مما أثر سلبياً على المشاهد حيث الكليب يجذب المشاهد إلى الشخصيات أكثر من الأغنية. وفي حفل جوائز الجرامي لعام 1989 حصل جاكسون على جائزة جرامي لأفضل كليب Leave Me Alone. إصدر عام 1988 أول فيلم لجاكسون صدر على أشرطة الفيديو Moonwalker الذي يعد ثاني أكثر فيديو مبيعاً بالتاريخ.
بعد منتصف الثمانينات أثار جاكسون الكثير من الجدل بسبب مظهر جاكسون المتغير، حيث كان جاكسون ببداية الثمانينات وطفولته لونه بني فاتح، لكن مع إصدار ألبوم BAD ظهر جاكسون باللون الأبيض، وكان السبب وراء هذا التغير هو مرض يدعى البهاق ويعرف تحديدًا بزوال اللون الطبيعي للجلد على شكل بقع لونية واضحة في الجلد، حيث تظهر بقع أشد بياضاً من البقع السابقة وقد يكون شاملاً للجسم كله كما قد يكون في مكان واحد وكما صرح أنه في نهاية الثمانينات قد انتشر المرض في جسم مايكل بنسبة 70% وأصبح اللون الأبيض أكثر من اللون الأصلي للبشرة مما جعل مايكل يقوم بأداء عملية إزالة ماتبقى من بقع سمراء في جسمه. واستخدم المكياج لتغطية البقع وموازنة اللون في جسمه كاملاً، ومن المحزن أن الكثير لا يعرفون هذه المعلومة الأكيدة عن مايكل جاكسون بل يفضلون السخرية وقراءة الإشاعات المؤذية عن شكل بشرته، ويصفونه بالعنصري الهارب من جنسه، رغم أن الطب لم يكتشف علاج يغير لون صبغات البشرة إلى اليوم. وأيضا شكل أنفه أثار الكثير من الجدل عندما تغير وأصبح صغيراً بينما كان كبيراً جداً وفي مراهقته أصبح أصغر قليلاً إلا أن بعد ألبوم Thriller تغير حجم أنفه بشكل ملحوظ وقد صرح مايكل في مقابلة له أنه بالفعل أدى عمليتين فقط لأنفه، لأنه كان في أحد الأيام وبينما كان يرقص، سقط مما سبب بانكسار أنفه فأجرى عملية ولكن بعد تلك العملية كان لديه صعوبة في التنفس ولم يكن يستطع أداء طبقات الصوت مثل السابق فاضطر إلى إجراء عملية أخرى فأصبح بإمكانه التنفس بشكل جيد، وقال أيضاً في نفس المقابلة أن والده في صغره كان دائماً يقوم بالسخرية منه ويدعوه بصاحب «الأنف الكبير» ويلقبه دائماً بالقبيح مما أثر في نفسية مايكل جداً لدرجة أنه كان يبكي عندما يشاهد نفسه في المرآة.
لكن مشوار جاكسون الفني كان في ذروته بعقد الثمانينات حيث أرسل ألبوم Thriller الذي اُصدِرت منه 7 أغاني وقد وصلت جميعها إلى المراتب العشر الأولى، وكان أول ألبوم بالتاريخ يصدر 7 أغاني بالمرتبة العشر الأوائل وأيضا كان وما زال ألبوم Thriller أكثر ألبوم مبيعاً في التاريخ، وأرسل ألبوم BAD الذي باع 32 مليون نسخة، وكان لفترة ثاني أعلى ألبوم مبيعاً بالعالم بعد Thriller وما زال ثاني أعلى البوم مبيعاً بالمملكة المتحدة، أيضاً ألبوم BAD يعد الأول والوحيد الذي أصدر 5 أغاني بالمرتبة الأولى. وهو أيضاً أكثر ألبوم صمد بالمراتب الخمسة الأولى لمدة 38 أسبوع، 7 منها بالمرتبة الأولى. أيضا في حفل الجرامي بعام 1989 أطلق على جاكسون من صديقته المقربة الممثلة الشهيرة اليزابيث تايلور لقب ملك البوب، بل قالت بالحرف الواحد «في اعتقادي الملك الحقيقي للبوب والروك والسول» لأن لقب ملك البوب يحصره في خانة واحدة. إذ أن مايكل نجح في مختلف أنواع الموسيقى وبكل المقاييس.

### بداية التسعينات
جاكسون جدد عقده مع CBS Records التي اشترتها شركة سوني وأصبح اسمها Epic Records، العقد أصر فيه جاكسون أن يكون رقمه أكبر من رقم تجديد عقد أخته جانيت جاكسون مع Virgin Records الذي كان بـ47 مليون دولار وأعد أكبر عقد بالتاريخ، فقررت Epic تجديد عقد جاكسون بقيمة 890 مليون دولار وراتب سنوي يقدر بـ 125 مليون دولار، جاكسون لم يتردد بالموافقة، إلا أن كان من المفترض أن يصدر جاكسون ألبوم كل سنتين، لكن متوسط إصدار جاكسون بين ألبوماته من 5-4 سنوات.
أصدر جاكسون في أكتوبر عام 1991 أول ألبوم له تحت العقد الجديد، في هذا الألبوم استغنى جاكسون عن المنتج كوينسي جونز واستبدله بتيدي ريلي، جاكسون كان هو المنتج التنفيذي للألبوم، الألبوم كان اسمه " Dangerous " واحتوى على 14 أغنية، 9 منها أصدرت كأغاني فردية واحدة منها وصلت المرتبة الأولى بالترتيب العام للأغاني واثنان وصلتا إلى المرتبة الأولى بالترتيب الخاص للأغاني، الألبوم باع 38 مليون نسخة، ثاني أكبر ألبوم مبيعاً لجاكسون، واستمر بالمرتبة الأولى 5 اسابيع. أول أغنية صدرت من الألبوم كانت Black Or White التي وصلت المرتبة الأولى بـ 13 دولة بها ترتيب للأغاني من أصل 20 في بداية التسعينات. الأغنية استضافت عازف الجيتار سلاش مما منحها لمسة الروك، الأغنية احتلت المرتبة الأولى لـ 9 أسابيع، الكليب كان من إخراج مرة أخرى جون لانديس، الفيديو كان بطول 14 دقيقة، خلال عرضه الأول شاهده 500 مليون مشاهد من حول العالم، أعلى نسبة مشاهدة لكليب بالتاريخ، الكليب يحتوي على لقطات لجاكسون وهو يرقص ويتغنى بالحرية والمساواة ويتنقل من بلد إلى آخر، آلا أنه فجر جدلاً كبيراً في العالم بسبب آخر 4 دقائق من الكليب، حيث احتوى على حركات غاضبة وغير مفهومة بجسد مايكل وهو يرقص ويكسر زجاج مكتوب عليه عبارات غير مفهومة، الفيديو تم منعه بكثير من محطات الأغاني، إلا أن جاكسون اعتذر وأعاد تصوير آخر 4 دقائق بشكل أدق وأوضح حيث أصبح فيها يهمش الزجاج وبه عبارات لفئات عنصرية وشعار النازيين معبراً عن غضبه تجاه كل عنصري في العالم. الكليب ما زال يعرض في محطة MTV2 بالولايات المتحدة كأكثر كليب مثير للجدل. بسبب النجاح الساحق للأغنية أصدر جاكسون ريمكس خاص للأغنية مدته 25 دقيقة بأوربا، الريمكس حقق نجاحا عاليا باحتلاله المرتبة الرابعة عشر بالمملكة المتحدة.
ثاني إصدار من الألبوم كان بعام 1992، أغنية Remember The Time احتلت المرتبة الأولى بالترتيب الخاص والثالث بالترتيب العام، الكليب احتوى على عدة رقصات معقدة وصعبة التنفيذ التي كانت أحد أهم الأسباب أن جاكسون لم يضمها إلى جولته الغنائية التي كانت بطور التحضير. الكليب ضم الممثل ايدي ميرفي وعارضة الأزياء ايمان، الكليب كانت قصته تدور في مصر القديمة وكان بطول 9 دقائق. ثالث إصدار كانت أغنية In The Closet الأغنية احتلت المرتبة الأولى بالترتيب الخاص والسادس بالترتيب العام، الأغنية كانت معدلة رقمياً بشكل كبير، وظهرت في الأغنية الأميرة ستافين من موناكو، كان من المفترض أن تظهر مادونا بدل الأميرة ستافين، لكن بسبب جولتها الغنائية لم تظهر، الكليب كان بسيطا واحتوى على جاكسون والعارضة نايومي كامبل يرقصان في الصحراء. بعدها بدأ جاكسون جولته الغنائية الكبيرة Dangerous World Tour، رابع إصدار كانت أغنية Jam التي احتلت المرتبة الثالثة، الكليب استضاف نجم كرة السلة مايكل جوردن والأغنية أيضاً كانت تناشد بالحرية، خامس إصدار كانت أغنية Who Is It التي احتلت المرتبة السادسة، الكليب لم يحتوي على جاكسون بل على شبيه له بسبب انشغال جاكسون بالجولة الغنائية، جاكسون لم يكن راضياً عن الكليب واُعيد إصداره في عام 1995 مع إصدار سادس أغنية من الألبوم Heal The World التي أسما شركته الخيرية باسم هذه الأغنية، الأغنية أيضاً مناشدة للسلام والوحدة ووقف الحروب. بعدها حضر نهائي كرة القدم الأمريكية السوبربول وقام بغناء عدة من أبرز أغانيه من ألبومه الجديد وأغنية Heal The World، الأغنية حققت المرتبة السادسة والعشرين، سابع إصدار من الألبوم كان بعام 1993، واختيرت أغنية Give In To Me لتكون سابع إصدار، الأغنية أصدرت فقط بالمملكة المتحدة. واحتلت المرتبة الثانية، خلال وقت إصدار الأغنية وافق جاكسون للمذيعة اوبرا وينفري أن تسجل أول مقابلة معه وتكون مباشرة وافق جاكسون، المقابلة حصدت 100 مليون مشاهد حيث أنها أكبر مقابلة في تاريخ اوبرا وينفري جدلاً من بين كل مقابلاتها بل أنها أحد أسباب شهرة اوبرا «عالمياً» وقتها حيث قبل مايكل لم تكن مشهورة أوبرا في جميع أنحاء العالم، ومن أهم ما جاء في المقابلة هو توضيح جاكسون لسبب تغير لون بشرته، حيث قال أنه مصاب بمرض البهاق، وأيضاً أفصح عن طفولته القاسية، خلال المقابلة عرض كليب Give In To Me، ثامن إصدار كانت أغنية Will You Be There أيضاً جاكسون قام بتأدية الأغنية في حفل جوائز الـMTV لرفع ترتيبها، جاكسون نجح في فكرته والأغنية احتلت المركز السادس بالولايات المتحدة، أخيراً جاكسون أصدر تاسع أغنية من الألبوم Gone Too Soon التي تدور قصتها عن الطفل راين وايت، الذي أصيب بمرض نقص المناعة المكتسبة ايدز بسبب نقل دم مصاب إليه، وتوفي بسببه، الأغنية بسبب عاطفيتها الشديدة كانت أحد أسوأ أغاني جاكسون بترتيب الأغاني لتحتل المرتبة الثالثة والثلاثين.
مما سبب أيضاً بإخفاق الأغنية هو تسرب إشاعة تدعي بأن عائلة تهدد جاكسون برفع قضية بتهمة التحرش بولدهما، جاكسون حاول منع الإشاعة لكن لم ينجح، بسبب تسرب هذه الإشاعة قام بإلغاء ما تبقى من جولته الغنائية وإلغاء إصدار الأغنية العاشرة من الألبوم، الاتهامات التي لم تثبت صحتها أو خطأها تمت تسويتها خارج أسوار المحكمة بعدما دفع جاكسون مبلغ 20 مليون دولار كدفعات على المدى الطويل، إلا أن جاكسون أنكر هذه الاتهامات، بسبب هذه الاتهامات توقف جاكسون عن تسجيل ألبومه القادم آنذاك وتم تأخير موعد الطرح.

### منتصف التسعينيات ونهايتها
في عام 1994 تزوج جاكسون من ابنة مغني الروك الفيس بريسلي عندما أعلنت Epic في بيان صحفي «ملك البوب تزوج من ابنة ملك الروك» خلال هذا العام ظهر إعلاني تلفزيوني قيمته عدة ملايين دولار يظهر فيه جاكسون بالبدلة العسكرية وحوله 5000 آلاف جندي، وتمثال كبير له، بنهاية الإعلان كُتِب HIStory أي التاريخ، كبداية لحملة إعلانية كبيرة من Epic لدعم ألبوم جاكسون القادم آنذاك.
في عام 1995 أطلق جاكسون ألبومه HIStory: Past, Present and Future – Book I الألبوم ضم اسطوانتين الأولى أغاني جاكسون السابقة التي احتلت المراتب الخمسة الأوائل، وضمت 15 أغنية، الاسطوانة الثانية بها 15 أغنية جديدة كلياً، الألبوم وضعت ميزانية تسويق له بقيمة 36 مليون دولار، وخطط لإرسال 6 اغاني من الألبوم، وجولة غنائية.بإعلان ضخم وما زال الاضخم حتى الآن الالبوم باع 18 مليون نسخة، أي 36 مليون اسطوانة، وهو أكبر البوم مزدوج «يحتوي على سيديين» في التاريخ. واُعيد إصدار الاسطوانة الأولى عام 2001 لتبيع 4 ملايين اسطوانة أخرى، لتجعل مجموع المبيعات 22 مليون نسخة من الالبوم. الالبوم يعتبر أكثر ألبوم شخصي لجاكسون، واكثرها غضباً، لأنه اُصدِر بعد اتهام جاكسون بالتحرش بقاصر، الالبوم احتل المرتبة الأولى لـ 6 اسابيع. وضم العديد من المنتجين الجدد.
أول إصدار كانت أغنية Scream التي احتلت من صدورها المرتبة الرابعة، أعلى مرتبة تحتلها أغنية من صدورها منذ فرقة البيتلز عندما احتلوا المرتبة الثامنة بأغنيتهم Let It Be، الاغنية كانت دويتو بين جاكسون واخته جانيت جاكسون، الكليب يعد اغلى كليب بالعالم بتكلفة تصل إلى 8 ملايين دولار.الفيديو أيضا حصد جائزتي جرامي. ثاني إصدار كانت أغنية You Are Not Alone بكتابة وإنتاج المغني الأمريكي ار كيلي الاغنية وصلت المرتبة الأولى فور صدورها، الاغنية الأولى والوحيدة التي تصدر بالمرتبة الأولى، متعدياً بها أغنية Scream إلا أن نجاحها كأغنية فردية اثر سلبياً على الالبوم، بسببها انخفضت مبيعات الالبوم، وكاد ان يخرج من ترتيب الالبومات، الكليب احتوى على جاكسون وزوجته آنذاك، ليزا ماري.الاغنية تعتبر أكبر نجاح عالمي لجاكسون منذ أغنية Black Or White باحتلالها المرتبة الأولى بستة عشر دولة.
بعدها بدأ جاكسون جولته الغنائية الكبيرة History World Tour التي تعد أكبر جولة غنائية بالتاريخ، حيث جمعت 160 مليون ووصلت إلى 4,5 مليون مشاهد، الجولة لم تضمن أي عرض في أمريكا الشمالية.
ثالث إصدار من الالبوم كانت الاغنية Earth Song التي اصدرت فقط بالمملكة المتحدة وأوروبا، الاغنية حققت أيضاً نجاحاً ساحقاً بوصولها المرتبة الأولى بمعظم دول أوروبا، الكليب يعد أكثر الكليبات نجاحاً لجاكسون وأكثر كليب طلباً للعرض بتاريخ محطة MTV و VH1، الاغنية تُعد انجح أغنية من الالبوم وانجح أغنية في تاريخ جاكسون، حيث باعت ما يقارب 4 ملايين نسخة، كلمات الأغنية وإخراج الكليب كان عجيباً لا سيمى ان الأغنية تناشد بالحرية.جاكسون أدى الاغنية في حفل توزيع جوائز الأغاني العالمي أداه أسطوري وخلال حفل تقديم جوائز الأغاني الإنجليزي. رابع إصدار كانت الاغنية الغاضبه جداً They Don't Care About Us الاغنية احتلت المرتبة الثلاثين بالولايات المتحدة، الكثير يعد سبب هذا الترتيب هو كلمات الاغاني التي تحتوي عبارات معادية للسامية ضد اليهود، لكن جاكسون دافع عن نفسه معلناً أنه لم يفعل شيء عنصري أبداً مبيناً ان كلمات الأغنية تعبر عن استيائه من تصرفات اليهود فقط «التصرفات ليس الشعب» معلناً انه يحترم الشعوب من العرب إلى اليهود محطتي MTV و VH1 أظهرت علامات استيائها من الكليب، لأنه يحتوي على مظاهر عنف كثيرة مما قيداها بعرض الكليب بعد الساعة التاسعة، جاكسون اعاد تصوير الكليب في البرازيل، الاغنية كانت أكثر نجاحاً في أوروبا حيث احتلت المراتب الأولى في معظم دولها مثل ألمانيا وإيطاليا وفرنسا والمركز الخامس في المملكة المتحدة.خامس إصدار كانت أغنية Stranger In Moscow، قال جاكسون انه كتبها في موسكو أثناء جولته Dangerous Tour الاغنية وصلت المرتبة الخامسة بالولايات المتحدة، الاغنية كانت الإصدار الأخير من الالبوم، الكليب احتوى جاكسون وهو يمشي في شوارع موسكو وكل شيء حوله بالحركة البطيئة، يقول مايكل أنها من أعظم الأغاني التي غناها. كان من المفترض ان تكون الاغنية Smile هي الإصدار السادس لكن ألغى الإصدار بعد دقائق من وصوله للموزعين التجاريين.
في عام 1996 شارك جاكسون مع أولاد اخيه «فرقة 3T» بإغنيتهم Why التي احتلت المرتبة الثانية بالمملكة المتحدة. بنفس العالم طلق جاكسون ليزا ماري بريلسي وتزوج من ممرضته ديبي رو خلال جولته الغنائية بأستراليا، ديبي حملت بأول أطفال جاكسون، برنس مايكل جوزيف جاكسون، الذي ولد في عام 1997, أيضاً في عام 1997 جاكسون ارسل ألبوم الريمكس Blood On The Dance Floor/HIStory In The MIX الالبوم باع 8 ملايين نسخة مما جعله أكثر ألبوم ريمكس مبيعاً بالتاريخ واحتل المرتبة الأولى، أول إصدار من الالبوم كانت أغنية Blood On The Floor التي صدرت بالمملكة المتحدة ووصلت المرتبة الأولى الكليب تدور قصته في ملهى ليلي وكان من إخراج وكلمات وألحان جاكسون، جاكسون أيضاً اضاف الاغنية لجولته الغنائية، ثاني إصدار كانت أغنية Ghosts التي وصلت المرتبة الخامسة بالمملكة المتحدة، لكن لم تصدر بالولايات المتحدة، كليب الأغنية يعد أطول كليب، بطول 35 دقيقة. في عام 1998 وبعد انتهاء الجولة الغنائية لجاكسون، ولدت زوجته ديبي رو بأبنته باريس كاثرين مايكل جاكسون.
في عام 1999 أعلنت شركة سوني للترفيه الموسيقي المالكة لإستديوهات Epic Records أن ملك البوب بدأ بتسجيل ألبومه الجديد، الذي ستطرحه في الأسوق بأكتوبر من نفس السنة، لكن بسبب الوقت الذي أخذته إجراءات طلاق مايكل من زوجته ديبي رو تأخر عن موعد تسليم الألبوم، وكان من المفترض ان يقوم جاكسون بحفلة كبيرة بليلة الالفية بمدينة نيويورك لكن سوني ألغت الحفلة بسبب تأخر تسليم الالبوم من جاكسون. ثم ألف جاكسون أغنية خيرية باسم What More Can I Give التي ضمت العديد من المغنيين في الفيديو كليب منهم باكستريت بويز وماريا كاري، أشر، وفرقة إن سينك وشاكيرا، ريكي مارتن، بيونسي نولز وسيلين ديون التي أنهت الكليب ببكاء حار تشكر فيه مايكل جاكسون على هذه الأغنية.

### الألفية الجديدة
بدأ عام 2000 بخلاف حاد بين Epic وجاكسون، جاكسون أراد إصدار جميع ألبوماته السابقة، بإستثناء ألبوم History، تومي موتالا رئيس Epic وقتها لم يكّن يريد أن يعيد إصدار الألبومات لأنها بذلك خرق مباشر لعقد جاكسون مع الشركة الذي ينص أن يقدم جاكسون 8 ألبومات خلال 14 سنة، لكن جاكسون لم يقدم إلا ألبومين، ومع إعادة إصدار الألبومات السابقة أصبح رصيد جاكسون ستة ألبومات، موتالا حاول إقناع جاكسون بأن يصدر ألبومه إنفنسبل قبل إعادة الإصدار لكي لا يحدث تضارب بالمبيعات وبذلك تهبط مبيعات إنفنسبل جاكسون لم يوافق، فأجل إصدار ألبومه إنفنسبل إلى أكتوبر من سنة 2001، لكن جاكسون عرض أن تكون أغانيه السابقة التي احتلت المراكز العشر الأولى بتصرف Epic حتى عام 2008، فوافقت Epic لكن جاكسون أصر على رفع ميزانية إنتاج ألبومه إنفنسبل إلى 20 مليون دولار، جاعلا من الألبوم أغلى إنتاجاً قبل أن يصدر، استمر جاكسون بالتسجيل للألبوم، وبلغ رقم قياسي بالأغاني المسجلة حيث سجل 65 أغنية، مع نجوم كبار مثل راي شارلز، انتهى التسجيل من الألبوم بمنتصف عام 2001.
في عام 2001 بدأت Epic برسم خطط الإصدار والتسويق لألبوم جاكسون الجديد مع إعادة إصدار ألبوماته السابقة، ميزانية التسويق كانت 30 مليون دولار، فبدأ جاكسون التخطيط لأول إصدار من الألبوم، أول أغنية أراد جاكسون إصدارها من الألبوم هي Unbreakable لكن Epic كانت معترضة على إصدار الأغنية كأول أغنية منفردة من الألبوم بسبب طول فترة إخراج وإنتاج الكليب الذي أراده جاكسون بطول 20 دقيقة، فأرادت Epic أن تكون أغنية الإصدار هي You Rock My World التي بنهاية الأمر اُجِبِر جاكسون على الموافقة عليها كأول إصدار، الأغنية باعت في أول أسبوع 89 ألف نسخة بالمملكة المتحدة، هذا العدد من المبيعات بالأسبوع الأول عادة ما يُمكِّن الأغنية من احتلال المرتبة الأولى، لكن بسبب الضعف النسبي لعرضها على محطات الراديو، تمكنت فقط من الحصول على المرتبة الثانية، في الولايات المتحدة، بسبب ضعف الإعلانات والانطباع السيئ عن الكليب لم تتمكن إلا من تحقيق المرتبة الثالثة عشر، الكليب اعتبره العديد من الناقدين والمعجبين انه «إعادة إصدار» لكليب Smooth Criminal لكن ببذلة سوداء بدلاً من بيضاء، أحد أسباب فشل الكليب هو أن جاكسون ظهر وكأنه يريد إخفاء وجهه تحت قبعته، الألبوم اصدر في 13 أكتوبر من عام 2001، الألبوم احتل المرتبة الأولى بمعظم دول العالم لكن سرعان ما فقد هذه المرتبة بسبب ضعف الإعلانات والتسويق، إلا في فرنسا حيث بقي صامداً 3 أسابيع بالمرتبة الأولى، الألبوم بالولايات المتحدة خرج من المراكز العشرة الأولى في اقل من ثلاث أسابيع، لكن في الترتيب الخاص استمر في المرتبة الأولى لمدة 5 اسابيع قبل أن يخرج من المراتب العشرة الأولى في الأسبوع الثاني عشر. سبب ضعف الألبوم شركة سوني. حيث ألغت أكثر من كليب في الالبوم.ولم تعلن عن الالبوم بشكل أكبر.وكان هناك مؤامره واضحه لقتل الالبوم مما جعل مايكل يقوم بإلغاء باقي العقود مع الشركة في المستقبل.رغم أنا الاشخاص المتسببين في هذا تم طردهم من قبل سوني إلا ان مايكل اصر على خلع العقود المستقبلية. لاحقاً في عام 2009 ورغم كل المحاولات اليائسه من قبل لقتل الالبوم رشح الالبوم كأفضل البوم في العقد 2000-2009 ! النقاد استمتعوا كثيراً بالألبوم حيث ابدى جاكسون مهارته أيضاً في الاغاني الإلكترونية حيث البعض وصفه بأفضل ألبوم إلكتروني في التاريخ من مغنيين ونقاد.
جاكسون أقام في نوفمبر من عام 2001 حفلاً بمناسبة 30 عاماً من مشواره المهني في مدينة نيويورك، تذاكر الحفل الـ40 ألف بيعت خلال 4 ساعات من إصدارها، كانت أول حفلة جاكسون يحيها بالولايات المتحدة منذ جولة الـBAD World Tour في عام 1988. في الحفل ظهر العديد من المغنيين مثل بريتني سبيرز وويتني هيوستن وآشر وأخوة مايكل
، أيضاً رتب جاكسون لحضور مفاجئ في حفل جوائز MTV.
في عام 2002 بسبب هبوط مبيعات الألبوم إلى 50 ألف نسخة بالأسبوع، أسرعت Epic بطرح ثاني أغنية من الألبوم، الأغنية كانت Cry وأصدرت فقط بالمملكة المتحدة في عيد رأس السنة، الأغنية أيضاً بسبب ضعف الإعلانات والتسويق لم تتمكن من الحصول إلا على المرتبة الـ 25، أيضاً مما سبب إخفاق الأغنية هو الكليب، الذي أيضا بسببه دار جدل واسع بين جاكسون و Epic فبرأي جاكسون أن ميزانية الكليب ضعيفة ولا تسمح له بوضع أفكاره فيه، فقرر جاكسون عدم الظهور بالكليب، أيضاً اجمع المعجبين والناقدين ان الكليب كان مُمِلاً، جاكسون الذي بدأ بإظهار انزعاجه من Epic علنياً، بدأ بإثارة المشاكل مع Epic حيث أبلغ تومي موتالا أنه لن يجدد عقده الذي أوشك على الانتهاء بعد إعادة إصدار ألبوماته السابقة، لكن Epic استمرت في خططها للألبوم وأصدرت ثالث أغنية منه Butterflies الأغنية رفعت مبيعات الألبوم بشكل ملحوظ مما اسعد جاكسون، فبدأ بتصوير الكليب، الأغنية احتلت المرتبة الثانية، بالرغم من ضعف الإعلانات الواضح من Epic، الأغنية لم تصدر بشكل تجاري بل كانت فقط بالراديو، بسبب تأخير Epic المستمر لإصدار الأغنية بشكل تجاري، لكنها أعلنت أن Unbreakable سوف تكون الإصدار الرابع من الألبوم، جاكسون عموماً لم يكن راضياً عن كليب Butterflies فألغى إصداره إلى محطات التلفزة، بعد هذه الخطوة قامت Epic بشكل مفاجئ بإلغاء إصدار جميع الأغاني الفردية من الألبوم والإعلانات، الجولة العالمية وتصوير الكليبات، فأقام جاكسون مظاهرة أمام مبنى Epic يصف فيها موتالا بالشيطان والعنصري، خلال هذه الضجة الألبوم خرج من ترتيب الألبومات وتدنت مبيعاته، جاكسون قال أن سبب إخفاق الألبوم هو أن Epic لم تضع الخطة التسويقية المناسبة وإلغاء إصدار الأغاني الفردية، لكن بنهاية سنة 2002 أي بعد سنة من إصدار الألبوم باع 5 ملايين نسخة، عدد قليل لجاكسون لكنه يعد كبير بالنسبة لما حدث من ضجة، ويعتقد انه مبيعاته تعدت حاجز الـ9 مليون نسخة. إلا أن الناقدين رجحوا سبب إخفاق الألبوم هو أنه احتوى على عدد كبير من الأغاني «16 أغنية» وأن جاكسون فقط أنتج أغنيتين، أيضاً أحد أسباب إخفاق الألبوم هو وجود عدة أغاني ضعيفة المستوى من إنتاج المنتج بيبي فيس الذي اشتهر بإنتاج أغاني الهيب هوب وليس إنتاج أغاني مايكل جاكسون، جاكسون صرح أيضاً بنفس السنة أن ألبوم Invincible هو آخر ألبوم له مع Epic، شركة سوني لم تحتمل الذي حدث، فأقالت تومي موتالا من منصبه وتم تحويل العقد من Epic إلى شركة سوني للموسيقى Sony BMG التي سوف تستمر بدعم أي مشروع قادم له.
في عام 2003 بدأ جاكسون التسجيل لألبوم Resurrection الألبوم كان من المفترض أن يحتوي على 4 أغاني من فترة تسجيل ألبوم Invincible وخمس أغاني جديدة لكن ما سيحدث لاحقاً سوف يعيد ترتيب كل خطط جاكسون، فقط تقدم المذيع الإنجليزي مارتن بشير بطلب مقابلة مع جاكسون، جاكسون وافق، بشير اشترط أن يتابع جاكسون لمدة 8 شهور قبل أن يطلق حكمه النهائي على جاكسون، جاكسون توقع أن تكون المقابلة مثل المقابلة التي أجراها مع أوبرا وينفري في بداية التسعينات، للإجابة عن الأسئلة التي كانت بذهن الصحفيين، جاكسون اظهر الكثير من أسراره لبشير لتوقعه بأن ردت الفعل عليها سوف تكون إيجابية، لكن ما وجده العكس، خلال المقابلة اظهر جاكسون لبشير صرفه المبذر لماله، خلال المقابلة ظهر جاكسون وهو يصرف 8 ملايين دولار في اليوم الواحد في أحد أسواق مدينة لاس فيغاس، أيضاً ظهروا أطفال جاكسون بشكل علني ومباشر لأول مرة لكن كانت وجوههم مغطاة كالعادة لاجتناب معرفتهم من قبل العامة، بشير امتدح جاكسون كأب وقام بمدح جاكسون وهو أمامه، لكن لاحقاً في تقريره عن المقابلة بعد الإنتاج قال أن جاكسون لا يجب أن يكون أب، أيضاً بالمقابلة ظهر جاكسون وهو يمسك بيد مراهق يبلغ من العمر 12 سناً، وأبلغ بشير أنه يشاطره السرير، وأيضا اظهر فيها جاكسون ابنه الجديد برنس مايكل جاكسون الثاني المعروف عامياً باسم بلانكيت وهو يخرجه من شرفة غرفته في فندق ببرلين، عندما عرضت المقابلة لأول مرة تفاجأ جاكسون بأن المقابلة كانت خدعه لتشويه سمعته إضافة إلى الكثير من اللقطات التي لم يعرضها مارتن لكي يظهر جاكسون بشكل شاذ ومبذر ومن الممكن جداً أن تنهي مشواره المهني وأيضًا سمعته للأبد، فأصدر مايكل مقابله تفضح خداع مارتن بشير لجاكسون، المقابلة احتوت على لقطات من نفس مقابلة مارتن لكن بكاميرات آخرى لأن قصر مايكل كان مزود بكاميرات لم يكن يعلم عنها مارتن، أثناء التصوير مما تبين نفاق مارتن في الكواليس. خلال هذه الفترة ألغى جاكسون إصدار ألبوم Resurrection وأصدر ألبوم Number Ones الذي كان عبارة عن جميع الأغاني السابقة التي احتلت المرتبة الأولى مع أغنية واحدة جديدة، One More Chance التي كانت من كتابة وإنتاج آر كيلي، الأغنية احتلت المرتبة الأولى في المبيعات الأغاني الفردية بالولايات المتحدة، الأغنية كانت أول أغنية لجاكسون تحتل المرتبة الأولى في ترتيب المبيعات منذ ستة سنوات رغم قلة التسويق في المحطات، خلال هذه الفترة صدرت مذكرة اعتقال بحق جاكسون بتهمة التحرش الجنسي بقاصر، اعتقل جاكسون خلال تصوير الفيديو الكليب الخاص بأغنية One More Chance بلاس فيجاس، ألبوم Number Ones أصدر بعد نص ساعة من اعتقال جاكسون لكنه تمكن باحتلال المرتبة الأولى بجميع دول العالم بإستثناء الولايات المتحدة، حيث احتل المرتبة الثالثة عشر، بعد يوم من اعتقال جاكسون، أخرج بكفالة قيمتها 1,4 مليون دولار، خلال هذه الفترة بدأت إجراءات محاكمة جاكسون، بالرغم أن المحاكمة لم تبدأ إلا بنهاية عام 2004 وانتهت بمنتصف عام 2005، ألبوم جاكسون Number Ones حقق نجاحاً جيداً حيث باع ما يقارب 6,5 مليون نسخة.

### عودة جاكسون

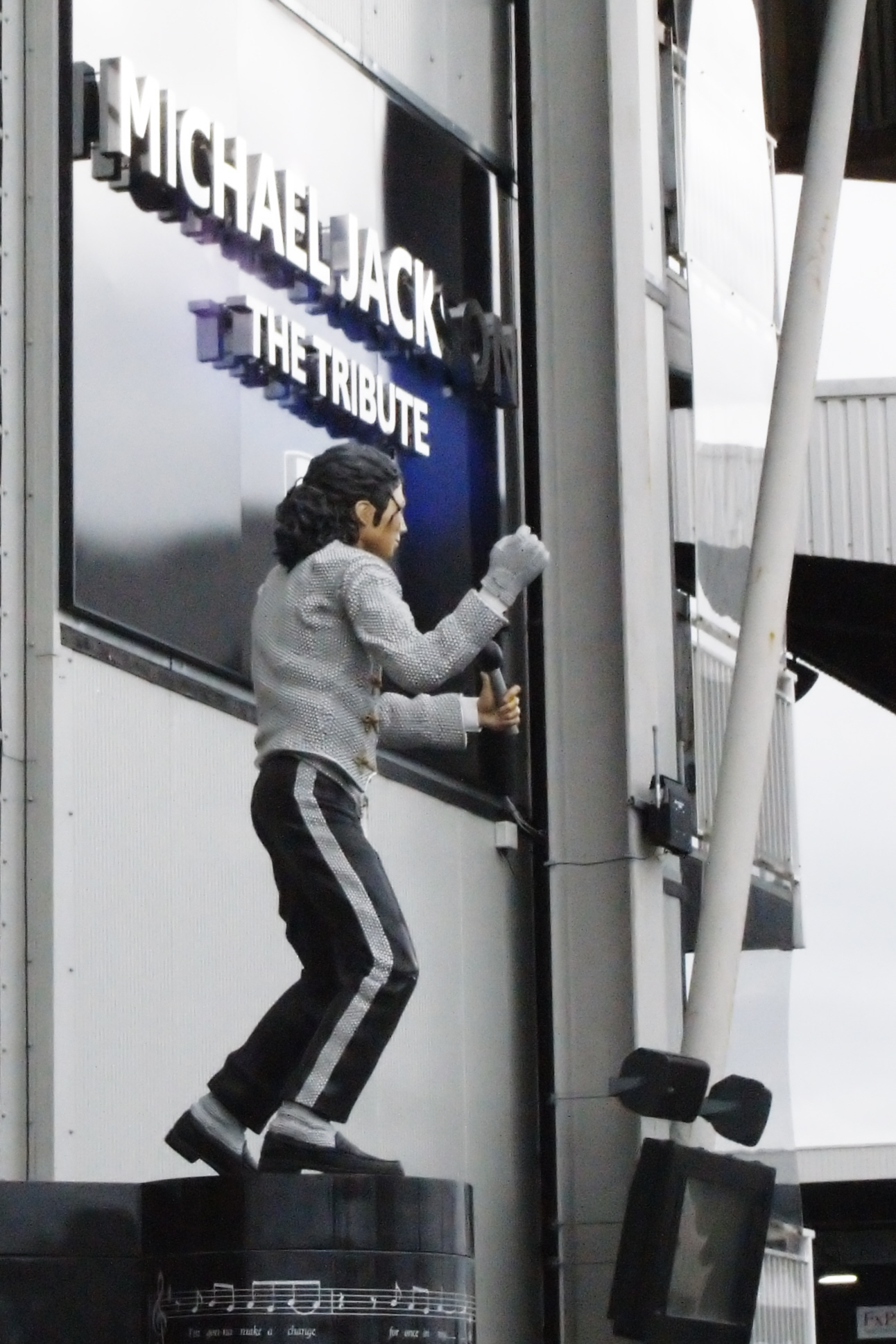
إشادة في كرافن كوتيج

في بداية عام 2006 بدأ جاكسون بجولة آسيوية، أول ظهور علني له من بعد المحاكمة، تسلم خلالها جائزة من محطة MTV اليابانية، جائزة الأسطورة، أيضاً ظهر لأول مرة منذ المحاكمة مع أطفال عندما زار ملجأ للأطفال اليتامى، أيضاً ظهر في البرنامج الياباني SMAP X SMAP الذي يحتل شعبية كبيرة باليابان.
سوني في هذه الفترة بدأت بإعادة إصدار الأغاني الفردية وسميت إعادة الإصدار Visionary وانها ستطرح 20 من الأغاني الفردية لجاكسون خلال 6 شهور لكن فقط بالقارة الأوروبية وأستراليا.
بعدها أعلن جاكسون أنه وقع عقد مع شركة 2seas لألبوم واحد من المتوقع إطلاقه نهاية عام 2007 مع RE King of tech، بعد هذا الإعلان بفترة بسيطة أغلقت السلطات الأمريكية مزرعته نيفرلاند لعدم دفع رواتب العمال العاملين فيها لمدة 6 شهور، جاكسون أعلن انه على وشك الإفلاس، لكنه دفع مستحقات العمال وقلص عدد العاملين في المزرعة من 36 عامل إلى 7 عمال وأغلقها. بعدها باع جاكسون ما نسبته 25 % من أسهمه في شركة ATV لحقوق الملكية لشركة سوني التي اشترتها بقيمة مليار دولار، سددت خلالها ديون جاكسون البالغة أكثر من 200 مليون دولار، تفاصيل البيع لم تحدد، لكن أحد المتحدثين باسم جاكسون قال إن جاكسون بمساعدة سوني استطاع أن يعود إلى ثراءه، وأيضا قال أن جاكسون سيتجنب بيع أي من ما تبقى من أسهمه بالشركة التي تحتوي حقوق ملكية نصف أغاني البيتلز والفيس بريسلي وديستني شايلد وبوب ديلين.
بعدها أعلن جاكسون أنه وضع جاي هولمز كمنتج في شركة 2seas. لكن سرعان ما ظهر بيان من جاكسون انه قطع أي صلة بشركة 2seas وانه أسس شركة (The Michael Jackson Inc)، التي سوف تكون المسوؤلة عن جميع أعمال جاكسون وأمواله، ووضع المتحدثة الرسمية باسم جاكسون، (ريموند بين) المديرة التنفيذية وأن مركزها أيرلندا، وأنه انتقل للعيش في أيرلندا رسميًا.
انتهى مشروع إعادة الإصدار Visionary بنجاح عالي جدًا بإسبانيا والمملكة المتحدة، معظم الأغاني الفردية التي أطلقت في إسبانيا حلت بالمرتبة الأولى، النجاح التجاري كان ممتاز.
بعد عدة شهور من انقطاع الأخبار عن جاكسون، أعلنت ريموند بين المديرة التنفيذية لـ The Michael Jackson Inc. أن جاكسون توصل لحل مع زوجته السابقة ديبي رو حول حضانة أطفاله، تفاصيل الحضانة الجديدة لم تعلن للصحافة، قامت محطة NBC الأمريكية في الثاني من نوفمبر بعرض مقابلة كاملة مع جاكسون شوهد جاكسون بالمقابلة وهو يعمل في الاستوديو مع المغني Will I Am، المقابلة كانت بإعداد بيلي بوش ابن عم الرئيس الأمريكي السابق جورج بوش الابن وأذيعت كفقرة خاصة من برنامج اكسيس هوليود العالي الشعبية. في الرابعة عشر من نوفمبر اطلقت سوني مشروع Visionary في شمال أمريكا وأعلنت أن المشروع باع 200 ألف وحدة في المملكة المتحدة.
في الخامس عشر من نوفمبر جاكسون وبرفقة مذيع برنامج اكسيس هوليوود بيلي بوش، تسلم 6 ارقام قياسية من موسوعة جينيس من ضمنها انجح مغني، وأكبر مغني مبيعاً وأكبر ألبوم مبيعاً، أيضا حضر جاكسون حفل توزيع جوائز الأغاني العالمي، استلم خلالها جاكسون جائزة المغني الماسي لسنة 2006 وقام بتأدية أغنية We Are The World الخيرية.
كان من المفترض أن يحضر جاكسون حفل رأس السنة باليابان بمناسبة دخول عام 2007، لكن بسبب وفاة أسطورة الموسيقى جيمس براون، أجل جاكسون حضوره لليابان وقام بالظهور في جنازة براون، ألقى خلالها كلمة يعيد فيها ذكراه إلى أيام الجاكسون 5، مايكل كان يضع كل تركيزه في ألبومه الجديد الذي قام بتسجيله في الفترة الأخيرة ومايكل حرص على عدم تسريب أي معلومات عن موعد الصدور أو عن محتويات الألبوم، تكلم الملحن (ويل-أي-ام) عن الألبوم وصرح انه الألبوم الجديد لا يحتوي على اغاني ستنجح في فترة قصيره ومن ثم تنسى بل يحتوي على أغاني سوف تنجح إلى سنين قادمه وتخلد في تاريخ الموسيقى كما تعودنا أن تكون أغاني ملك البوب، كما قال الملحن (ني-يو) في أحد المقابلات في 2008 أنه مايكل يركز تركيز كبير على الألبوم (لدرجة منعه أولاده من زيارة الأستوديو في الفترة الحالية) ويقوم باختيار الألحان والأغاني بدقة كبيرة ويعتبره البوم مهم جدًا بالنسبة له، وكان آنذاك يتوقع صدور الألبوم في سنة 2008\2009.
أصدر مايكل ألبوم احتفالي بمناسبة مرور 25 عام على إنتاج ألبومه الإسطوري Thriller والذي حطم الأرقام القياسية كأفضل ألبوم مبيعاً في كل الأوقات، وسماه Thriller 25. يحتوي الألبوم على الأغاني الأصلية إضافة إلى ريميكسات للأغاني القديمة بمشاركه مغنيين أمثال Akon، Will I.am، Kanye West، Fergie والآن في شهر Augest - September سوف يصدر ألبوم بمناسبة عيد ميلاد مايكل الـ50 ويضم أفضل أغاني مايكل خلال مسيرته الفنية باختيار عشاقه من المعجبين، ولكل بلد محدد توجد نسخة خاصة به وسوف يسمى الألبوم باسم King Of pop. في يونيو 2009 قرر جاكسون أن يعمل 50 حفله تبدأ في يوليو 2009 وتنتهي في مارس 2010 لكنها لم تبدأ بسبب وفاة جاكسون. وفي أكتوبر 2009 أطلقت سوني بروفات الحفل الذي تم عمله على شكل فلم ليشاهد الملايين المتعطشين لإبداع مايكل ماذا كان سيفعل في الحفل ومن الحسن الحظ أن جاكسون كان يصور تدريباته وقد نفذت تذاكر الفلم بساعات من بدأ مبيعاتها في أمريكا أما في بريطانيا فبيعت 30 ألف تذكرة في أول يوم من بدأ مبيعاتها
اسم الفلم كان This Is It

## قضايا واتهامات

### قضايا فنية

#### 1997–2003: مشاكل مع شركات الإنتاج وألبوم لا يقهر
- الاتهامات بالتحرش بالأطفال: كانت أبرز وأخطر المشاكل التي واجهها جاكسون خلال هذه الفترة هي الاتهامات المتكررة بالتحرش بالأطفال. في عام 1993، وجهت إليه تهمة التحرش بطفل يبلغ من العمر 13 عاماً، وتم التوصل إلى تسوية مالية خارج المحكمة. وفي عام 2003، وجهت إليه اتهامات أخرى بالتحرش بعدة أطفال، مما أدى إلى محاكمة طويلة وشاقة.
- التغيرات الجسدية: خلال هذه الفترة، شهد جسم مايكل جاكسون تغييرات جذرية، حيث أصبح لون بشرته أفتح بكثير، وظهرت عليه بعض الملامح غير الطبيعية، مما أثار الكثير من التساؤلات حول صحته النفسية والجسدية.
- الإدمان على الأدوية: اعترف مايكل جاكسون بإدمانه على بعض الأدوية المسكنة للألم، مما أدى إلى تدهور صحته العامة وتأثيره على أدائه الفني.
- العزلة الاجتماعية: نتيجة للاتهامات الموجهة إليه، فضل مايكل جاكسون العزلة عن العالم الخارجي، وقضى معظم وقته في مزرعته "نيفرلاند".
- الصحافة الصفراء: تعرض مايكل جاكسون لحملة شرسة من الصحافة الصفراء، التي سلطت الضوء على أضعافه وسعت إلى تشويه صورته.

تأثير هذه المشاكل على مايكل جاكسون:
- التأثير النفسي: أثرت هذه المشاكل بشكل كبير على الحالة النفسية لمايكل جاكسون، حيث عانى من الاكتئاب والقلق.
- التأثير المهني: تراجعت شعبية مايكل جاكسون بشكل كبير، وتأثرت مبيعات ألبوماته وحفلاته الغنائية.
- التأثير على العائلة: أثرت هذه المشاكل على علاقته بأفراد عائلته، وتسببت في الكثير من الصراعات والخلافات.

ملاحظة:
- براءة افتراضية: يجب التأكيد على أن مايكل جاكسون بريء حتى تثبت إدانته، حيث تم تبرئته من جميع التهم الموجهة إليه في محاكمة عام 2005.
- تأثير الثقافة الشعبية: لعبت الثقافة الشعبية دوراً كبيراً في تشكيل الرأي العام حول مايكل جاكسون، حيث تم تقديم صورة سلبية عنه في العديد من الأفلام والمسلسلات التلفزيونية.

ختاماً:
كانت الفترة ما بين عامي 1997 و 2003 فترة صعبة للغاية في حياة مايكل جاكسون، حيث واجه العديد من التحديات والاتهامات التي أثرت بشكل كبير على حياته ومسيرته الفنية. ورغم كل ما تعرض له، إلا أن مايكل جاكسون يظل أحد أبرز وأهم الفنانين في التاريخ، وستظل موسيقاه وأعماله الفنية مصدر إلهام للأجيال القادمة.

### اتهامات وقضايا جنائية

#### 2002–2005: إدعاءات الاعتداء الجنسي على الأطفال مرة أخرى والبراءة

مايكل جاكسون وطفله الصغير بلانكت في حديقة ديزني لاند في باريس عام 2006

بدأت إجراءات المحاكمة في نهاية 2003، خلالها فتشت مزرعة جاكسون نيفرلاند بـ 60 جندي فيدرالي وبقسوة، العدد اعتبرته الصحافة أن حكومة الولاية بالغت فيه، لكن خلال التفتيش عثر المفتشين على عدة مجلات إباحية من نوع البلاي بوي، لكن لم توجد عليها بصمات جاكسون، أيضا فتش حاسب جاكسون الشخصي ووجد فيه عدة مواقع إباحية للشذوذ، لكن موعد دخول هذه المواقع لا يتوافق مع تواجد جاكسون في مزرعته، حيث كان يجري مقابلته مع مارتن بشير في ألمانيا، (وهذا يأكد أن مارتن بشير متآمر منذ البداية) أيضاَ المجلة الإباحية ماهي إلا جزء من المؤامرة ضد جاكسون ولكنها انتهت بالفشل، حيث كشف محامو جاكسون أن تاريخ تصنيع المجلة لم يكن متوافقا مع التاريخ الذي ادعى الطفل أن جاكسون كان يتصفحها معه لفترة طويلة، حيث كان تاريخ إصدار المجلة في نفس تاريخ الأيام التي تم اعتقال جاكسون فيها. وقد تم خلال هذه الفترة استغناء جاكسون عن خدمات محاميه الذي عينه منذ السبعينات «جون برانكا»، واستبدله بالمحامي توم ميزيرو، الذي يعد أحد أفضل المحامين في الولايات المتحدة، الذي كان بالحرب العالمية الثانية السكرتير الشخصي للجنرال ماكارثي، جمع ميزيرو باقي فريق المحامين، كانت إستراتيجية ميزيرو هي إثبات أن لدى العائلة التي اتهمت جاكسون بالتحرش تاريخ في اتهام نجوم هوليود وعمليات الاحتيال على كافة المستويات أيضا، مما أثار حفيظة المحكمة حول العائلة هو تغيير شهادة والدة المراهق الذي ادعت أن جاكسون تحرش بابنها باستمرار وتغيير جذري، ففي أحد شهاداتها قالت أن جاكسون منعها من الخروج من مزرعته نيفرلاند وأنها كانت رهينة، لكن كانت لدى ميزيرو وثائق تثبت أنها كانت تصرف مبالغ طائلة على احتياجاتها الشخصية من حساب جاكسون دون أن يمانع جاكسون، وأنها كانت تستخدم جميع هواتف جاكسون بمزرعته بحرية تامة، وأنها كانت يوميا تخرج للتبضع بأفخر محلات الإكسسوار والملابس، المحكمة اتفقت أن شهادة الأم كاذبة وغير صحيحة، المدعي العام حاول الدفاع عن قضيته، واستطاع أن يمرر للمحكمة وهيئة المحلفين قرارا يسمح له باستدعاء عائلة عام 1993، قالت أم الطفل الذي يدعي أن جاكسون تحرش به عام 1993 أن بسبب جاكسون طلقت من زوجها وأنها لم ترى ابنها لمدة 10 سنوات، ابنها سافر خارج الولايات المتحدة ليتجنب الشهادة ضد جاكسون، هيئة المحلفين قررت أن لا تخوض بماضي جاكسون وتركز على الحاضر، أثبت أيضا فريق دفاع جاكسون عدة عمليات احتيال قامت بها العائلة ضد الحكومة الفيدرالية لتأخذ معونات منها، بعد محاكمة استمرت 4 أشهر قررت هيئة المحلفين أن جاكسون برئ من كل التهم العشر الموجهة إليه، من ضمنها التحرش الجنسي بقاصر، محاولة إعطاء قاصر كحول، والمؤامرة. حيث تم اعتراف الطفل بكل شيء قائلاً أن جاكسون كان كالأب، وأن امه كانت تجبره على قول كل تلك الأكاذيب. ملاحظة: الطفل مصاب بالسرطان وقد أبلغه الأطباء أنه سيعيش لـ 3 أسابيع فقط ثم تكفل مايكل بعلاجه إلا أن اختفى السرطان نهائياً.
في عام 2005 وبعد أن انتهت محاكمة جاكسون أعلن أنه لن يعود ليسكن بمزرعته الساحره نيفرلاند أوالولايات المتحدة، وانه انتقل للعيش بمملكة البحرين في الخليج العربي، بعد حادثة الإعصار كاترينا، أعلن جاكسون أنه يريد تسجيل أغنية خيرية لجمع تبرعات للضحايا تحت الاستيديو البحريني 2seas، لكنها لم تصدر.
قبل نهاية عام 2005 وبشهر نوفمبر أحد العاملين مع جاكسون رفع قضية يطالب فيها بـ 12 مليون دولار من جاكسون، بسبب عدم دفع مستحقات له، محامي جاكسون (ميزيرو) قال أن المحكمة قبلت عذر جاكسون، لكنها أجبرته على أن يدفع 600 ألف دولار كمصاريف محامي العامل، أيضا بنفس الوقت زوجته السابقة ديبي رو رفعت قضية تطالب فيها بحضانة أبناء جاكسون.

## الحفل الأخير

### 2006–2009: إغلاقمزرعة نيفرلاندوهذه هي
«إنهم قادمون ليشاهدوا موهبة لم يروها من قبل، وهذا ما يجب أن نقدمه لهم»، ربما تلخص تلك العبارة التي لقنها جاكسون لفرقته متحدثا عن الجمهور في نهاية البروفات التي أجراها استعدادا للجولة الغنائية التي كان سيقوم بها حول العالم، الشعور الذي قاد مايكل جاكسون للقب ملك البوب، والذي صنع أسطورته الموسيقية التي أبهرت العالم أجمع وكل من تابع جاكسون طوال حياته، يدرك أن تقديمه يكون ما لا يتوقعه الجمهور من خلال موهبة خارقة سواء في الغناء أو الرقص، هي سبب ذلك النجاح الأسطورى الذي حققه وهذا ما أثبته الفيلم الذي أطلقته شركة سونى عقب وفاته وصنعته من حصيلة بروفاته وأطلقت على الفيلم «هذا هو».
وهم إن كانوا يقصدون هذا هو ملك الأغنية إلا أنهم قدموا للجمهور أحد أسباب عبقرية هذا الرجل. فما قدموه ليس مجرد بروفات لحفل بل هو عبقرية إتقان التفاصيل، والنجاح الذي لا يصنع اعتباطا ولا بالصدفة. فكل شيء مدروس وتتوافر له كل الإمكانيات» خطواته على المسرح هو وفرقته، دخوله وخروجه في كل أغنية، الفريق المصاحب له والذي اختير من خيرة الراقصين حول العالم، والذي بعد أن تم اختيارهم يخضعون 3 مرات أسبوعيا لتمارين باليه ولياقة بدنية للمحافظة على رشاقتهم ومرونتهم، إضافة إلى الإمكانيات التكنولوجية المتطورة، كما أن الملابس التي سيرتديها في استعراضاته صنعت على يد خبراء من عدة دول وروعى فيها الابتكار وحتى الفصوص اللامعة وضعت فيها بشكل مدروس حتى لا تأتى بانعكاس ضوئى خاطئ! معى دراسة وافية القاذفات التي ستقذف بعض الراقصين على المسرح وكيف يجب أن يكون شكل الراقص عند القفز!
كل ما يمكن تخيله من تفاصيل على المسرح من أضواء وألعاب نارية محسوب بمنتهى الدقة. فمثلا في أغنية «سموث كريمنال» تجد المسرح يتحول بفعل المؤثرات البصرية والتكنولوجية إلى ملهى ليلى للعصابات في أحد أفلام الخمسينيات وترى جاكسون على المسرح ولكن داخل أحداث شاشة الفيلم الخلفية بكل إتقان، يتفاعل مع كل الشخصيات داخل المشهد وكأنه معهم، وإذا تحول إلى أغنية «تريلر» تجد المسرح ينقلب إلى بيت الرعب بجثث وتوابيت وأشباح والكل يرقص ويمرح، وإذا تحول إلى أغنية «ايرث سونج» تجد الطبيعة بأكملها على المسرح تشكو معه سوء إدارة الإنسان للكوكب، كما قال هو نفسه متحدثا عن سبب تقديم الأغنية، وهكذا من أغنية لأخرى يتغير المسرح بأكمله من شكل لآخر تماما.
ويعكس الفيلم أيضا روح جاكسون الفنية المبهرة، فبعيدا عن أنه يرقص كما لو كان يتنفس، إلا أنه فنان حقيقى بكل ما تعنيه هذه الكلمة من معان، كما أنه شخصية غاية في الأدب والخجل، صوته دائما خفيض لا يتعالى على أحد ويطلب أي شيء بخجل طفولى كما لو أنه شخص يزعج الآخرين رغم أنها بروفات حفله هو.
وتستطيع أن تدرك أيضا من الفيلم كيف يتذوق جاكسون الموسيقى ففى وسط البروفة يوقف الموسيقى ليشير إلى عازف الأورج ويقول له: «أنت تسرع في الإيقاع، دع الموسيقى تنضج، اعزف تلك الجملة كما لو كنت تنهض من سريرك متثاقلا من أثر النعاس» كلمات لا تصدر إلا عن روح موسيقية خاصة وأذن شديدة الرهافة تستخلص أبسط الأصوات وتقرأها بعناية، كما يعكس الموقف روح فنان يخشى على جميع التفاصيل مهما كانت صغيرة فهى تتراكم فوق بعضها لتصنع أسطورته.
موقف آخر جاء في الفيلم يؤكد على تلك الروح، ففى أثناء وقوف جاكسون في إحدى البروفات أمام مطربة شابة تغنى معه أحد أغانيه، ختمت الفتاة الأغنية بجملة أبدعت فيها، فنظر لها جاكسون وأعاد نفس الجملة بطريقة أكثر تطريبا ودخلا في مباراة موسيقية كل منهم يؤديها بشكل مختلف إلى أن ازدادت سخونة جاكسون وأعاد الجملة عدة مرات بإبداع حقيقى جعل أعضاء الفرقة جميعا يصرخون فيه وكأنهم جماهيره الحقيقية ونسوا بالفعل أنهم فرقته وصاروا يصيحون بجنون. فنظر جاكسون إليهم وقال بما معناه «لماذا تركتونى أسخن إلى هذه الدرجة، أنا بحاجة لتوفير صوتى للحفل»، وكان يعنى ما يقول بجدية فهو لا يريد أن يرهق صوته قبل الحفل ولكن جمال أداء الفتاة دفعه إلى الدخول معها في مباراة موسيقية، وهذا إن يدل على روح الفنان الحقيقية الممزوجة برغبة إتقان التفاصيل لأبعد الحدود.أيضاَ لياقته ما زالت كماهي وكأنه ابن العشرينيات.

## الأسطورة والتأثير
في أواسط الثمانينات قالت عنه مجلة Time أنه أكبر مغن منفرد ظهر بعد موت إلفيس بريسلي، وامتد تأثير مايكل جاكسون ليضاهي الفيس ليسيطر على كل سكان العالم وثقافاتها.. فما من ثقافة إلا عرفته وأعجبت بأعماله.. وما من شعب إلا واستقبله ورحب به واشترى البوماته، خاصة وأن أغانيه تدعو إلى إلغاء حواجز اللون والعرق بين كل الناس.لقد وصل مايكل لأعلى مستويات الشهرة في فترات لم تكن تتوفر فيها العولمة مثل أيامنا هذه.فقد كانت صدور البوماته حدث عالمي يشاهده الكل ويتحدث عنه.حتى في مجتمعاتنا العربية
وخلال سنين غنائه حصل على العديد من الجوائز بلغت حتى الآن 405 جائزة من ضمنها جائزة World Music Award كأفضل مغن مبيعا في هذه الألفية.. وعلى American Music Awards عن أنه هو مغني القرن.ومن البيت الأبيض عام 1984 على انه فنان الثمانينات. وجائزة Bambi كأفضل مغني بوب في هذه الألفية.
ودخل أيضا في Songwriterts Hall Of Fameوله نجمة في ممشى المشاهير في هوليوود، وفي عام 1990 قالت عنه مجلة Vanity Fair أنه «أشهر مغني في تاريخ الغناء» وغناء مايكل وأسلوبه خلق وأثر في الكثير من المغنيين من الأجيال التي أتت بعده مثل Maria Carey، Usher، Britney Spears، Justin Temperlake، Omarion، Ne – Yo و Chris Brown وآخرين كثير لن نحصيهم مهما حاولنا.
مايكل جاكسون هو من أكثر الأشخاص في هذه الدنيا ظهر لهم مقلدين، في الرقص والغناء والملابس والمظهر.مايكل الذي كسب قلوب منافسيه قبل معجبيه، شخصيته الكاسحة المتفردة أثبتت نفسها حتى أصبح الشاب الياباني يعشقه بمثل ما يعشقه الشاب الأمريكي.

### الأسلوب والأداء

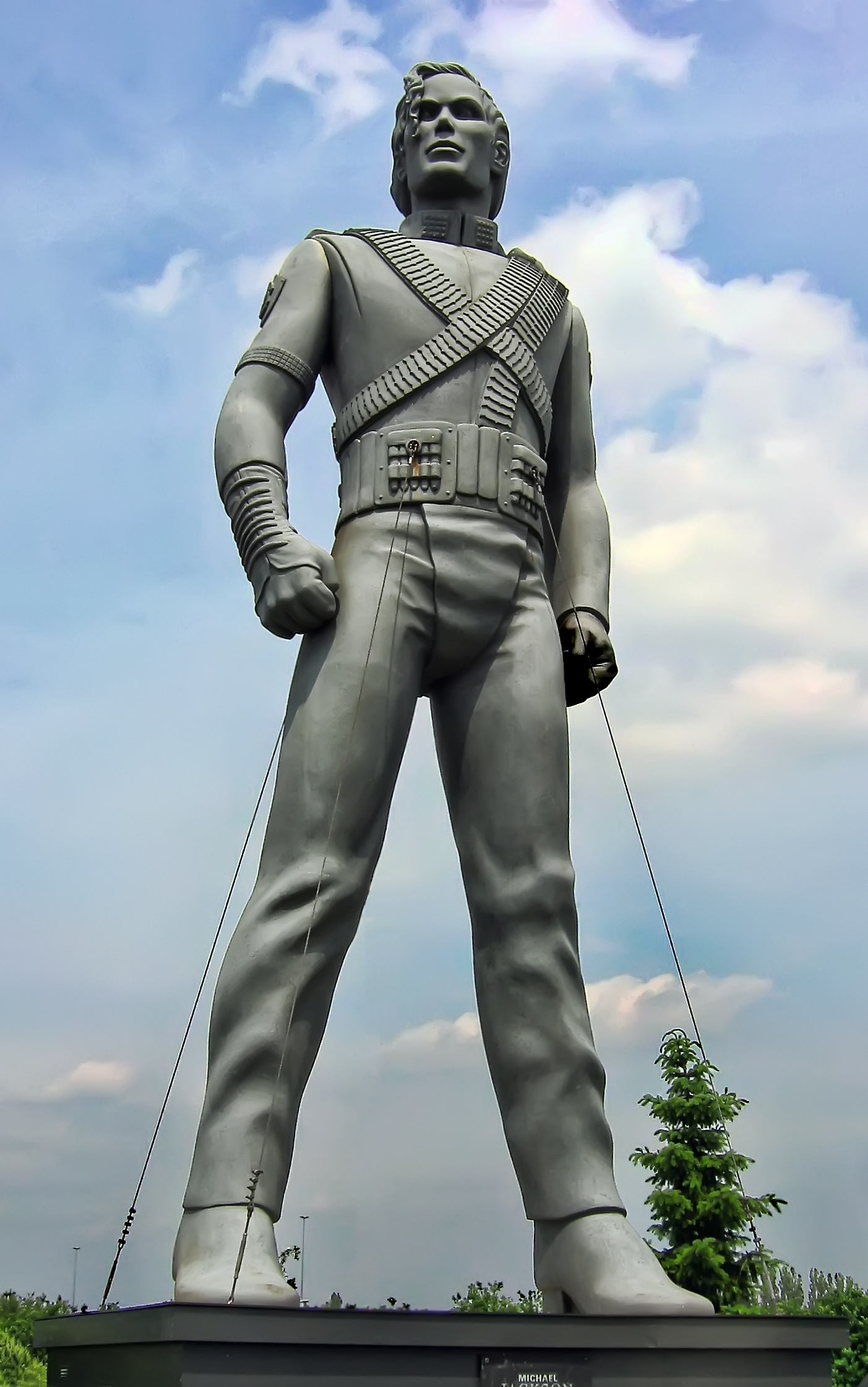
إحدى التماثيل العديدة لمايكل جاكسون، للترويج لجولة هيستوري في أوروبا.

من أهم الأشياء التي اشتهر بها مايكل هي رقصه، أناقته، وطريقته في الغناء، والتي تبعها العديد والعديد من المقلدين على مستوى العالم. في 25 مارس 1983 عرض مايكل أداء Billie Jean في برنامج Motown 25 : Yesterday، Today، Forever.
وقد أبهر المشاهدين كلهم بأدائه وقتها بذلك الجاكيت الأسود والقميص الفضي والبنطلون الأسود المرفوع قليلا لتظهر تحته جوارب بيضاء وحذاء أسود أنيق وهذا بالإضافة إلى قفاز فضي يرتديه في يد واحدة.
بدأ مايكل استعراضه بوضع قبعته على رأسه ومن ثم تبدأ الموسيقى ويبدأ هو في الرقص. وفي منتصف الأداء رمى قبعته إلى المشاهدين الذين كانوا يصرخون من الإعجاب والحماس الذي سببه لهم رقصه وأنغام أغنيته. وخلال هذا الأداء كانت أول مرة يؤدي فيها مايكل جاكسون حركة الـ Moonwalk وهذا الاسم أعطي للحركة من قبل الإعلام. وبعد الـ Moonwalk كانت حركة الدوران حول نفسه كالمغزل ثم التوقف على أطراف أصابعه.
مايكل هو أفضل راقص رآه العالم بعد أيام Fred Astair.. وحتى Fred Astair كلم مايكل لتهنئته في اليوم التالي مباشرة لعرض Motown 25.وكان هذا العرض من مايكل جاكسون هو من أفضل العروض الراقصة في التاريخ والتي وقف لها المعجبون ذهولا وإعجابا حيث كان يشاهد هذا البرنامج حوالي 47 مليون مشاهد.
أزياء مايكل جاكسون وأسلوب ملابسه كان يتغير عبر السنين.. بشكل ملفت للنظر فمن القفاز الأبيض في أوائل الثمانينات إلى الجاكيت الأحمر في فيديو Beat It و Thriller مرورا بالجاكيت اللامع في أواخر التسعينات.
ثم في فترة التسعينات بدأ يكثر من لبس القبعات، وملابس الجيش ونظارات الشمس ويضع شرائط لاصقة بيضاء حول بعض أصابع يده.. وخلال تلك الفترات كلها كان يستمر بلبس البنطلون المرفوع قليلا وتحته الجوارب البيضاء. وفي بدايات عام 2000 أصبح يلبس بنطلونات عادية بطول عادي ويكثر من لبس نظارات الشمس... ومنذ عام 2003 في المحاكمة شوهد مايكل جاكسون يرتدي بدلات رسمية لم ير أحد أكثر أناقة منها حتى الآن... وتغير أسلوب شعره عبر السنين من القصير المموج إلى الطويل المموج إلى الطويل الناعم.

## حياته الخاصة
في وقت مبكر من حياته المهنية، طلب مايكل جاكسون يد الممثلة بروك شيلدز، لكنها رفضته. تلتها علاقته العاطفية الأولى حسب قوله، مع الممثلة تاتوم أونيل؛ لكنه لم يعتبر نفسه «مستعدًا للعلاقة المفترضة التي أرادتها الممثلة أنذاك»، لينفصلا في عام 1979.
وقد حامت شائعة حول علاقة له مع الراقصة Tatiana Thumbtzen، التي قامت بتقبيله علنا على المسرح خلال جولة Bad World، قبل أن يتم طردها من قبل المنتجين لتصرفها.

### الزواج الأول

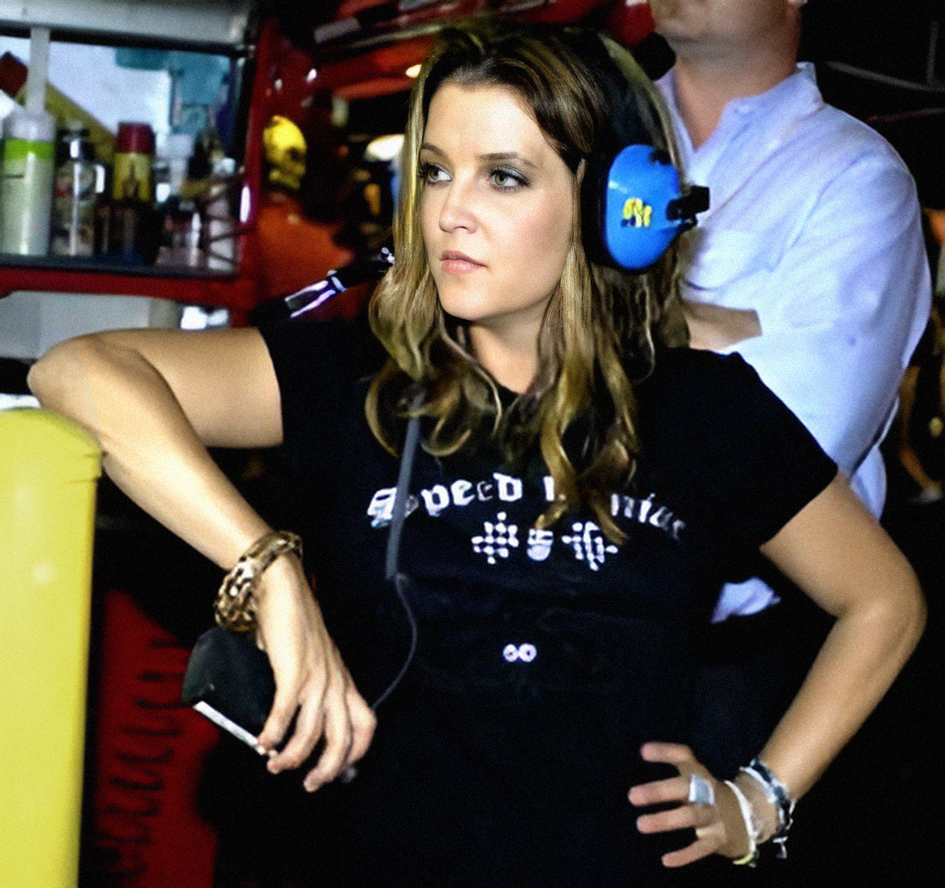
مايكل جاكسون مع ليزا ماري بريسلي في 26 ماي 1994.

في 26 مايو 1994، عقد مايكل جاكسون قرانه على ليزا ماري بريسلي ابنة الأسطورة إلفيس بريسلي، في حفل خاص في جمهورية الدومينيكان. بعد أن التقيا للمرة الأولى في عام 1975 خلال عرض في لاس فيغاس، ثم مرة أخرى في حفل عشاء استضافه الفنان بريت ليفينغستون سترونغ في منزله عام 1993، وبقي الثنائي على اتصال.
كانت ليزا ماري بمثابة دعم عاطفي وصحي مهم لمايكل جاكسون خصوصا خلال الفترة التي وُجهت ضده اتهامات بالاعتداء الجنسي على الأطفال. حيث صرحت قائلة: «"أعتقد أنه لم يرتكب أي خطأ وأنه اتُهم خطأً،  وأجل،  بدأت أقع في حبه. أردت أن أنقذه. شعرت أنه يمكنني القيام بذلك".» لذلك يشتبه أنها من أقنعت رفيقها بتسوية فضيحة الادعاءات، كما ادعى تأمين جاكسون. في خريف عام 1993، وعبر الهاتف عرض جاكسون على ليزا الزواج، قائلا: «"إذا طلبت منك الزواج مني،  هل توافقين؟"»
في 1 أغسطس 1994 أعلن الثنائي عن زواجه رسميا. لكن وسائل الإعلام صرحت أنذاك، أن زواجهما يمكن أن يكون مجرد مناورة قام بها مايكل جاكسون لتحويل انتباه الرأي العام عن مشاكله القضائية وتحسين صورته، أو مجرد خدعة من ليزا ماري بريسلي لسحب المال من مايكل لفائدة كنيسة السينتولوجيا التي تنتمي إليها، وهي الاتهامات التي نفاها الطرفان.
في 6 ديسمبر / كانون الأول 1995، انهار مايكل على خشبة المسرح Beacon Theatre، أثناء التحضير لحفل One Night Only بفعل الإرهاق والبرد، فتم نقله إلى المستشفى. حيث شخص الأطباء حالة مايكل بتعرضه لجفاف حاد وضعف كبير في الجسم. في اليوم التالي، قامت ليزا ماري بزيارة مايكل في المستشفى، فنشب بينهما خلاف حاد.
في عام 1995، شاركت ليزا ماري زوجها مايكل جاكسون في فيديو كليب أغنية أنت لست وحدك حيث ظهر الزوجان منسجمان في واحدة من اللحظات النادرة حيث أمكن للجمهور من ملاحظة حنانهم. وقد تحدثى عن ذلك في وقت سابق مع الاعلامية ديان سوير، حيث أكدا أنهما زوجان طبيعيان ونشطان جنسياً.
في 18 يناير 1996، قدمت ليزا ماري عريضة طلاق بسبب «اختلافات غير قابلة للتسوية». ليتم الإعلان عن الطلاق في 20 أغسطس 1996.
في أكتوبر 2010، أجرت ليزا ماري مقابلة مع أوبرا وينفري، حيث أكدت من خلالها علاقتها العاطفية بمايكل، مؤكدة من جديد أن جاكسون عانى من اتهامات مزيفة في الماضي. كما ذكرت أنهما بقيا أصدقاء. وهي المعلومات التي وجدت في السيرة الرئيسية للصحفي وكاتب سير النجوم جون راندال تارابوريلي.

### الزواج الثاني
تزوج لاحقا جاكسون ديبي رو التي كانت عاملة الاستقبال في عيادة لعلاج الجلد في بيفرلي هيلز حيث كان جاكسون يعالج جلده، فتقابلا وتوطدت علاقتهما مع الوقت، وتزوجا في نوفمبر 1996 بعد أن تم الطلاق بشكل نهائي بينه وبين زوجته الأولى ليزا ماري بريسلي، ثم انفصل هو وديبي في أكتوبر 1999.

### الأبناء

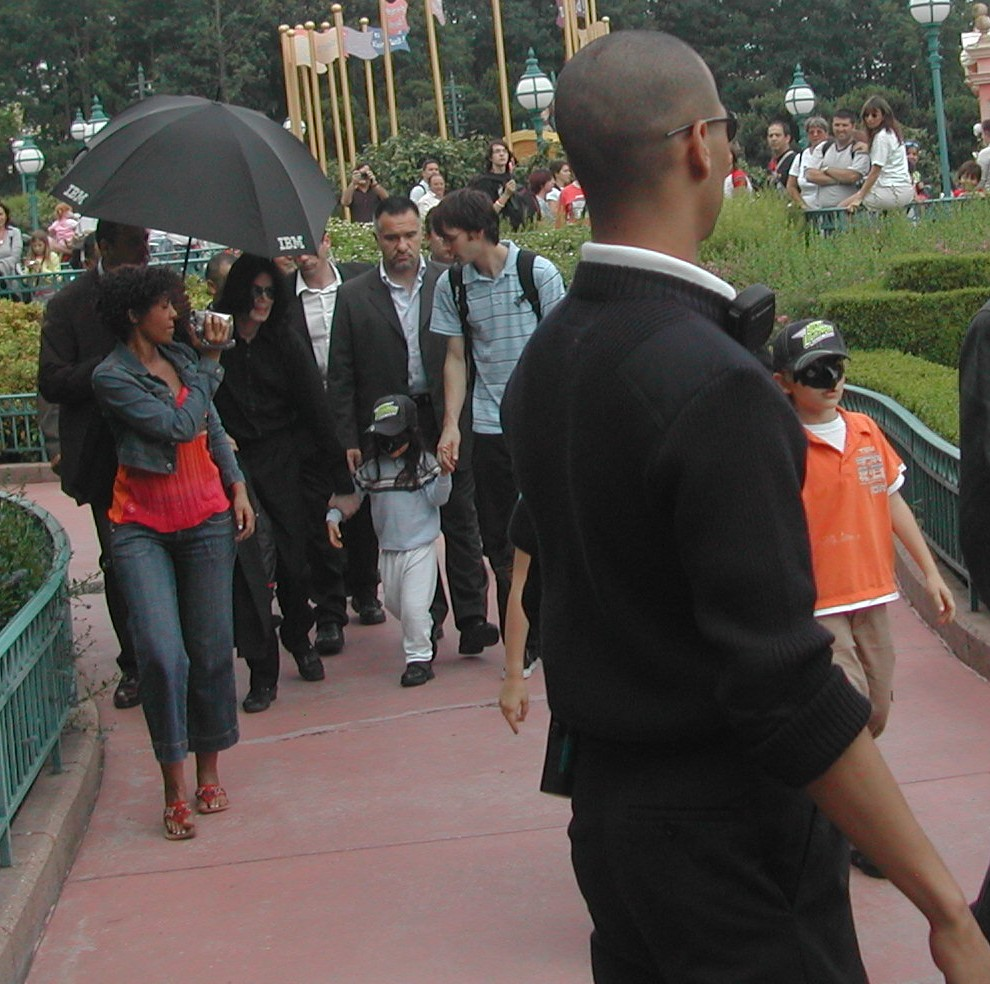
مايكل جاكسون وأولاده في حديقة ديزني لاند عام 2006.

خلال ثلاث سنوات من زواجه من زوجته الثانية الممرضة ديبورا رو أنجب مايكل جاكسون طفلين وهما مايكل جوزيف جونيور الملقب ببرينس،  من مواليد 13 فبراير 1997 في لوس أنجلوس، وباريس مايكل كاثرين، من مواليد 3 أبريل 1998 في لوس أنجلوس. لاحقا لجئ مايكل جاكسون لأم بديلة مجهولة الهوية لولادة طفله الثالث برينس مايكل الثاني، الملقب «بلانكيت» في 21 فبراير 2002.
في نوفمبر 2002، وخلال تلبية المغني لدعوة في برلين من أجل الحصول على جائزة. اجتمع حشد غفير من المعجبين أمام فندق أدلون كمبنسكي الفخم حيث يقيم المغني. فخرج مايكل جاكسون من شرفة غرفته يحمل طفله الرضيع بلانكيت والذي قام بتعليقه بضع ثوانٍ فوق الفراغ، مما أثار جدلاً حادًا في الصحافة. بعد بضعة أيام من بث الحادث، صرح مايكل أن ما فعله كان «خطأ فادحًا» أرفقه ببيان اعتذار مكتوب.
في فبراير 2003 وخلال تقرير تحت اسم "Living with Michael Jackson"، علق مايكل على الحادث بقوله أن طفله كان مثبتا بحزام، مؤكدا أنه ما كان ليعرض طفله للخطر وأن وسائل الإعلام أخطأت في الحكم عليه بطريقة غير مسؤولة.
وخلال ظهور أطفال مايكل بشكل علني، جرى اخفاء وجوه «برينس» و«باريس» و«بلانكيت» عن طريق الأقنعة أو الحجاب من أجل الحفاظ على هويتهم. وقد صرحت ديبي رو إنها كانت فكرتها، بسبب تهديدات القتل المجهولة العديدة التي تلقتها العائلة ومحاولات الخطف المحتملة.
في 3 أغسطس 2009، أي بعد أكثر من شهر من وفاة مايكل، منحت العدالة الأمريكية الوصاية النهائية على الأطفال لكاثرين جاكسون، والدة مايكل جاكسون. وهكذا احترمت العدالة رغبة مايكل، الذي كان يرغب في أن تربي والدته أطفاله. وفي حالة عدم تمكن كاثرين جاكسون من العناية به، قام بتعيين ديانا روس كوصية قانونية عليهم، دون ذكر زوجته الثانية ديبي رو.

## وفاته

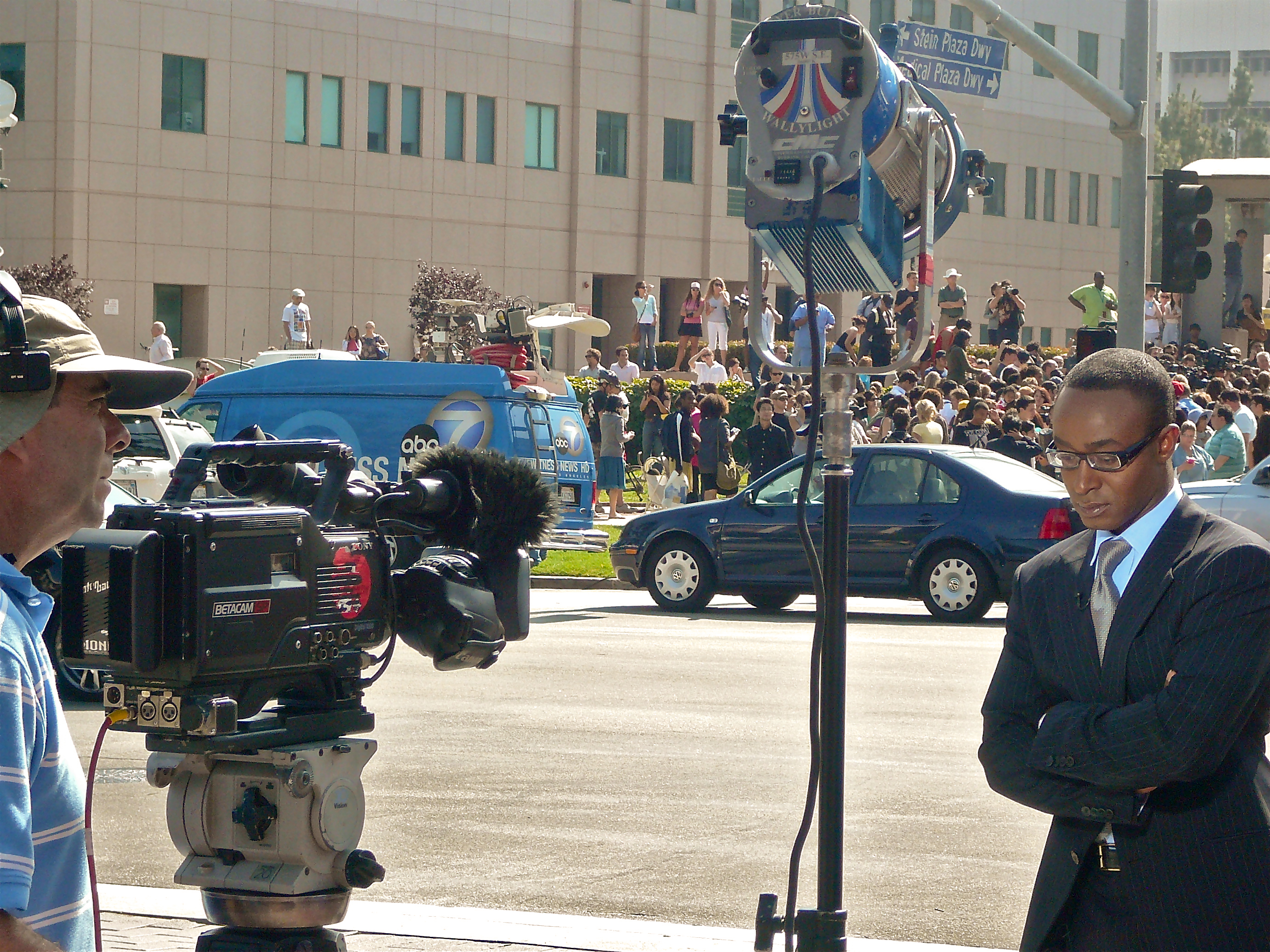
حشد من المعجبين أمام في مركز رونالد ريغان الطبي في 25 يونيو 2009.

في يوم 25 يونيو 2009 سقط مايكل جاكسون قبل وقت قصير من ظهر اليوم مغشياً عليه في قصره في حي هولمبي هيلز في لوس أنجلوس، ليُنْقَل فورا إلى مركز رونالد ريغان الطبي الجامعي بلوس أنجلوس (UCLA) بعد أن تلقى المسعفون في دائرة مكافحة الحريق في لوس أنجلوس مكالمة طوارئ من الرقم 911 في الساعة 12:22 مساء (19:22 التوقيت العالمي الموحد)، وصلوا بعدها خلال ثلاث دقائق حيث وجدوا طبيبه الخاص ينجز إنعاشا قلبيا رئويا له بعد أن تأكد لهم أن المغني قد توقف عن التنفس، وقد استمرت بعدها جهود الطاقم لإنعاشه طول طريقهم إلى المستشفى الجامعي مركز رونالد ريغان الطبي لجامعة كاليفورنيا والواقع على بعد بضعة كيلومترات عن القصر دون جدوى، ولأكثر من ساعة بعد وصولهم في الساعة 1:13 بعد الظهر (20:13 بالتوقيت العالمي الموحد). ليعلن الفريق الطبي أن مايكل فارق الحياة في الساعة 2:26 مساء (21:26 بالتوقيت العالمي الموحد) وقد تجاوز الخمسين عاماً. وقد أعلنت وفاته رسميا إلى الصحافة الأمريكية بعد بضع دقائق من طرف شقيقه جيرمين جاكسون. دفن جثمان جاكسون في 3 سبتمبر 2009، في مقبرة فورست لون ميموريال بارك في غليندال بولاية كاليفورنيا.
قام الطب الشرعي بإجراء تشريح أولي للجثة بناء على طلب من أسرة جاكسون، وتشريح ثاني بصفة خاصة بعد أيام قليلة من الحادثة بعد أن أعرب جوزيف جاكسون والد الفنان عن شكوكه حول أسباب الوفاة. وقد كشف التحقيق أن جل الأدلة والتهم تدين طبيبه الشخصي كونراد موراي بسبب ديونه المثقلة والتي تسببت له بعدم تركيز في عمله أدى إلى حقن مايكل بجرعة زائدة من عقار البروبوفول ومهدئ لورازيبام.
ورجح الأطباء الشرعيين تهمة «القتل الخطأ» بسبب الأدوية. حيث وفقا لمعهد الطب الشرعي، فإن هذه الأدوية هي سبب وفاة المغني العالمي. لكن تقرير تشريح الجثة لمكتب الطب الشرعي في لوس أنجلوس الذي أجري من قبل الأطباء لاكشمانان ساتيافاجيسواران وروجرز (Sathyavagiswaran et Rogers)، والذي حصلت على نسخة منه وكالة اسوشيتد برس كشف أن مايكل جاكسون كان يتمتع بصحة جيدة رغم معاناته من التهاب الرئتين ومفاصل اليدين ومفاصل الجزء السفلي من العمود الفقري، لأنه أمر شائع جدا في الخمسينات. أما وزنه وقلبه وكليتيه وغيرها من الأعضاء فكانت في حالة جيدة وطبيعية وكشف وجود أنواع أخرى من الأدوية هي الميدازولام، الديازيبام، ليدوكايين والإفيدرين.
في 21 نوفمبر 2009، أبلغت شرطة لوس أنجلوس الصحافة بمعلومات جديدة تثبت تورط الدكتور موراي في وفاة المغني.

### تلقى الجمهور

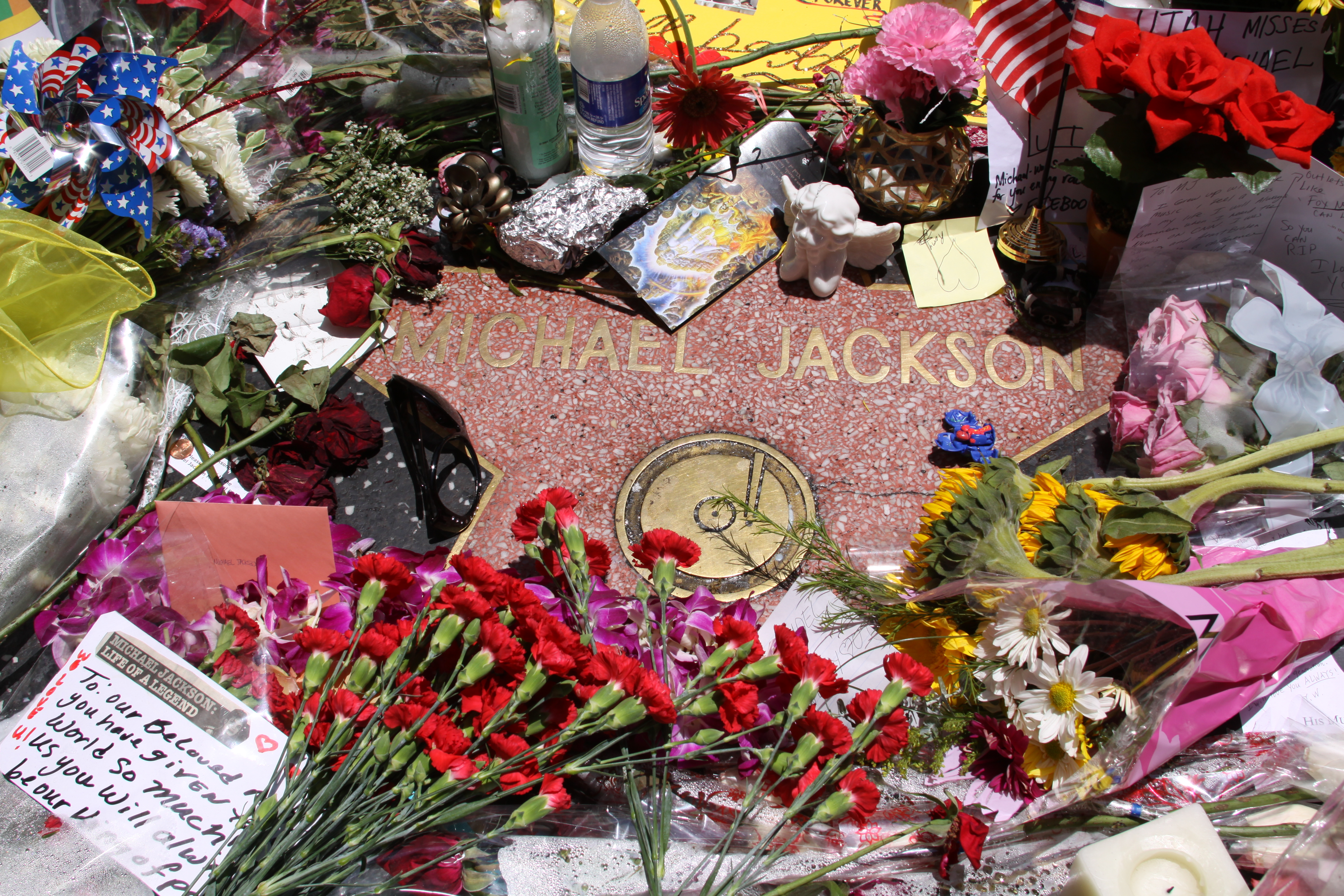
المعجبون يزينون نجمة جاكسون على ممشى المشاهير في هوليوود في يوم وفاته بالزهور والأماني.

### مراسم الدفن

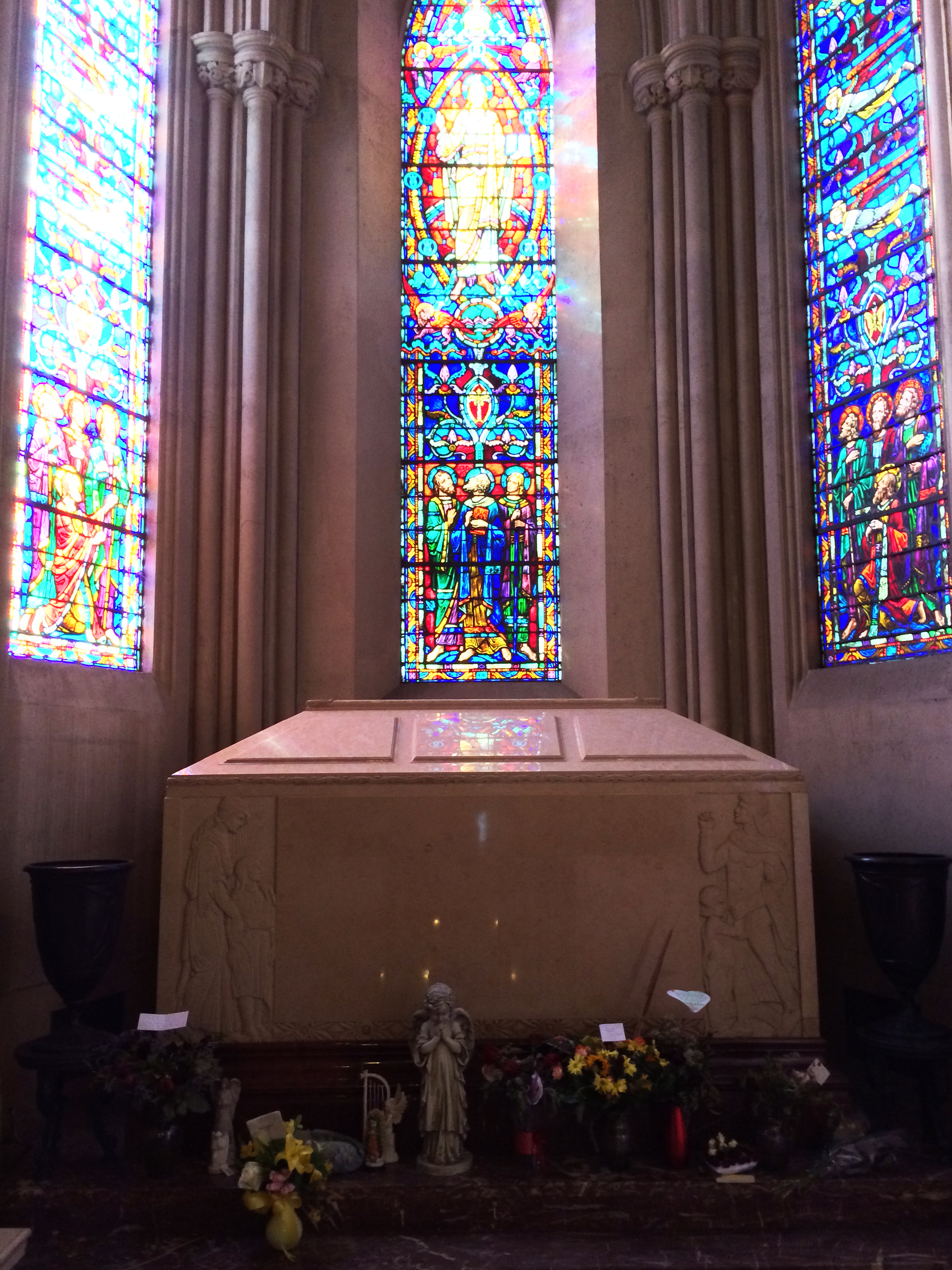
ضريح مايكل جاكسون من داخل شرفة مقبرة فورست لون ميموريال بارك في غليندال بولاية كاليفورنيا.

في 2 يوليو 2009، أعلنت إدارة مركز ستيبلز سينتر في لوس أنجلوس عن إقامة حفل تكريمي، عهد تنظيمه لمنتج جائزة الغرامي كين إرليخ، حيث ستخصص سبعة عشر ألف تذكرة عن طريق القرعة. وقد شارك في اليوم التالي للإعلان مليون و 600000 شخص في القرعة التي كان يقوم بها الموثق جيرارد تيلوبا، ليكون جاكسون الشخصية المتوفاة الأشهر التي جمعت أكثر عدد من الناس في العالم لحظة تكريمها.
في 7 يوليو 2009، عقدت جنازة خاصة في مقبرة هوليوود هيلز فورست لون التذكارية بجانب مدينة بربانك. وفي اليوم نفسه، عقدت جنازته العامة في مركز ستيبلز سينتر في لوس أنجلوس، كاليفورنيا. أثناء الحفل كانت مدينة لوس أنجلوس وأحياء حول مركز ستيبلز سينتر تحت حراسة أمنية مشددة، بأكثر من 1400 ضابط شرطة لهذه المناسبة، حيث قدرت ميزانية الأمن بأكثر من أربعة ملايين دولار للمدينة.
وقد أعطت شركة الإنتاج صاحبة مركز ستيبلز سينتر وحقوق جولات مايكل جاكسون، الإذن ببث الحفل التكريمي على المباشر على جميع إذاعات العالم. حفل تابعه أكثر من مليار مشاهد وقد قام العديد من الفنانين والشخصيات السياسية وأقارب مايكل ولمدة ساعتين ونصف على إلقاء كلمات ورسائل تكريمية على نعشه. وبعد انتهاء الحفل، وللمرة الأولى ظهرت ابنة مايكل جاكسون باريس جاكسون علنا.
دفن مايكل جاكسون 3 سبتمبر 2009 على شرفة ضريح مقبرة فورست لون ميموريال بارك في غليندال شمال لوس أنجلوس.

### المتابعة القضائية
من خلال التحقيقات وجهت تهمة القتل الخطأ للطبيب الخاص لمايكل جاكسون بسبب جرعة دواء زائدة وإجراء تنفس صناعي خاطئ وتمت محاكمته في 2011 ليستأنف الحكم وتتم محاكمته بإجماع المحلفين أنه مذنب وسجنه 4 سنوات [بحاجة لمصدر]
يقول محامي الإدعاء David Walgren في الجلسته الختامية قبل صدور الحكم على الطبيب: " قد تنتهي هذه القضية بالنسبة لكم بعد يوم أو اثنين، لكن بالنسبة لباريس، برينس، وبلانكت لن تنتهي هذه القضية بعد أيام ولا حتى بعد سنوات.. لأنهم فقدوا والدهم للأبد والسبب هو الدكتور كونارد موراي، مايكل جاكسون وضع أحلاماً وبنى خططا وآمالا للمستقبل.. كان يريد أن يستقر في محل إقامة ثابت بدلاً من التنقل المستمر، كان يريد لأطفاله أن يعيشوا حياة طبيعية، كما كان متحمساً للحفلات لأنها كانت في الصيف وأطفاله وقتها سيكونوا في إجازة من الدراسة وسيتمكنوا من رؤيته وهو يؤدي على المسرح، كان يخطط لبناء مستشفى عملاقة للأطفال وهو في فراشه وهو في حالة وهنة ضعيفة كما سمعنا في التسجيل الصوتي الذي كان بتاريخ 10 مايو 2009 الذي أخذ من هاتف طبيبه الخاص... مايكل كان تحت تأثير عقار منوم مجهول أعطاه له طبيبه موراي الذي كان موجوداً معه ويسجل كلامه بهاتفه، كان مايكل متحمساً بشأن الحفلات ولكن أهم من ذلك، كان يذكر مستشفى الأطفال.. مستشفى مايكل جاكسون للأطفال، في منزله وفي فراشه.. كان يتحدث عما يريد أن يفعله في المستقبل وكان يتحدث عن رغبته في بناء أكبر مستشفى في العالم، هذه هي مشاعره الحقيقية الصادقة، لم يكن يعرف أن كلماته هذه ستوثق ولم يكن لديه أي سبب للإدعاء أو التظاهر " وأضاف: " "فكروا في كل الأكاذيب التي قالها موراي والتي سمعتموها من شهود مختلفين، كذب على كيني أورتيجا وبول كونجا وير وكيثي جوري وأخبرهم أنه بحالة جيدة، كذب على تيم لوبيز بخصوص شحنة البروبوفول وقال له أنها ستسلم إلى عيادة طبية بينما في الحقيقة الشحنة وصلت إلى شقة صديقته نيكول ألفاريز، كذب على المسعفين والأطباء في المركز الطبي ولم يخبرهم أنه أعطاه البروبوفول واللورازيبام، لم ينسى هذين العقارين.. بل هو كذب بشأنهم لأنه أحسب بالذنب.. بالتأكيد موراي كذب على مايكل جاكسون حينما أكد له أنه سيكون في أمان، كونراد موراي كذب على والدة مايكل جاكسون حينما كان يواسيها وسألته ماذا حدث، فنظر إلى مايكل وقال لها أنه لا يعرف.. كونراد موراي المفتري عليه... ياله من مسكين ! يالموراي المسكين.. الكل يتآمرون عليه ويكذبون لإدانته، إنهم يلومون إلبرتو ألفاريز، أليسا فليك، فهيم محمد، مايكل أمير ويليامز، الدكتور شيفر، راندي فيليببس، أرنولد كلاين.. يلومون الجميع في وفاة مايكل ماعدا الدكتور موراي نفسه وإذا أتيح المزيد من الوقت للسيد Chernoff (محامي الدكتور موراي) كان سيلقي باللوم علي برنس (ابن مايكل) أيضاً! ".
لاحقاً استقرت لجنة المحلفون المكونة من سبع رجال وخمس نساء على حكم نهائي في قضية الدكتور كونراد روبرت موراي التي استمرت لشهور الذي يواجه تهمة القتل الخطأ غير المتعمد كان قرار لجنة المحلفين أن الدكتور كونراد موراي المتهم بالتسبب في قتل مايكل جاكسون: مذنب. في لحظة إعلان الحكم، لم تتمالك زوجة الملياردير صاحب سلاسل فنادق هلتون العالمية السدية كيثي هيلتون نفسها وأطلقت صرخة تعبيراً عن فرحتها، مما جعل حاجب المحكمة يلتفت إليها ويشير لها بالتزام الصمت.
بعد إعلان الحكم تم تكبيل كونراد موراي واصطحابه إلى الحجز، حيث رفض القاضي إطلاق سراحه بكفالة لحين الجلسة الاستماعية يوم 29 نوفمبر القادم لتحديد مدة العقوبة، وقال القاضي Michael Pastor :
«هذه جريمة كانت نتيجتها أن راحت حياة إنسان، يجب أن يتم حجزه حفاظاً على السلامة العامة»
بينما اتجه محامي الإدعاء David Walgren إلى الصف الثاني من القاعة حيث تجلس العائلة وعانقته كاثرين جاكسون في لحظة مشحونة بالعواطف.

### الضجة الإعلامية

رسم بياني يوضح الزيادة الهائلة في البحث من قبل المستخدمين على محرك جوجل للإستعلام عن "مايكل جاكسون"، وتاريخ وفاة جاكسون 25 يونيو 2009. السهم الأول يبين عندما صدور موته على الساعة (14:26)، والسهم الثاني عندما تم الإعلان عن موته رسميا للجمهور على الساعة (14:44) من قبل موقع تايمز دوت كوم.

صرحت (CNN) إنجلترا (لندن) بهذه الكلمات (كما هز الكثيرين حول العالم طرباً، هزت وفاة ملك البوب الأمريكي، مايكل جاكسون، الشبكة العنكبوتية حول العالم، حيث عجزت المواقع الإلكترونية الاجتماعية عن التعامل مع الزخم الهائل لحركة المرور الذي أطلقه نبأ وفاته)... أيضا أعلنت عن ارتفاع حركة التصفح على موقع CNN الإلكتروني، خمسة أضعاف، خلال ساعة من الزمن التي تلت إعلان وفاته، لتصل إلى 20 مليون متصفح.
أعلنت (GOOGLE) و (جوجل ترند) أنها سجلت أكبر رقم للبحث على محركها منذ بدايتها، ووصفت وفاة مايكل الغامضة بـ (البركان)! أيضا أعلنت أنه ما بين الساعة 14:40 و15:15 «بتوقيت لوس أنجلوس» في 25 يونيو، وجد بعض مستخدموا جوجل الإخبارية صعوبة في الوصول إلى نتائج بحث متصلة بمايكل جاكسون. وسجلت مؤسسة (Wikipedia)، ما يقارب من مليون زائر خلال الساعة على سيرة مايكل جاكسون في موقعها
كما أن الكثير من المواقع المتخصصة في أخبار النجوم والمواقع الإجتماعية مثل (فيس بوك) أصيبت بالشلل الكامل بسبب الازدحام الشديد لمتابعة الأخبار، خصوصا (TMZ) والذي كان أول من أطلق الخبر.
أيضًا شلت المواقع الإلكترونية الخاصة بمايكل، مثل مواقع نوادي المعجبين خصوصًا (mjfanclub.net) الذي كان يغطي بشكل مستمر، وعانى من بطئ وتوقف في التصفح بشكل تام لعدة أيام.
وأصيب موقع الصحيفة «لوس أنجلوس تايمز» بالشلل، لأنها كانت أول وسيلة إعلام تأكد وفاة جاكسون
توقفت حركة «الرسائل المباشرة» لـ«أمريكا أون لاين AOL» على الموقع لمدة 40 دقيقة منذ إعلان الوفاة وصرحت في بيان رسمي (اليوم (الخميس) مثل لحظة تطور في تاريخ الإنترنت. لم نشهد شيئاً كهذا البتة، لا في الحجم أو العمق.)
أعلنت مؤسسة (the Global Language Monitor) وهي المسؤولة عن الإحصائات الإلكترونية أن مايكل جاكسون خلال ساعات من إعلان وفاته، قفز من المرتبة التاسعة في نسبة البحث، إلى المرتبة الأولى وذلك بعد 27 ساعة على إعلان وفاته.

## أوسمة وجوائز
تم وضع اسم جاكسون على ممشى المشاهير في هوليوود في عام 1984م. فاز مايكل جاكسون بالعديد من «جوائز الموسيقى العالمية» حاز على جائزة الموسيقى الأمريكية عن القرن الماضي وجائزة بامبي البوب باعتبارة فنان الالفية.
فاز جاكسون  بمئات الجوائز، أكثر من أي فنان موسيقي مشهور.  وتشمل الجوائز التي حصل عليها من موسوعة الأرقام القياسية العالمية غينيس (ثمانية ارقام في سنة 2006م وحدها)، بما في ذلك الفنان الأكثر نجاحا في كل العصور،   كما فاز ب13 جائزة جرامي [460]  كما حاز على 26 جائزة موسيقية أمريكية (بما في ذلك «فنان القرن» و «فنان الثمانينات»).  تقدر مبيعات البوماته بأكثر من 350 مليون تسجيل في جميع أنحاء العالم  [الملاحظة 1] مما يجعله واحدًا من أكثر الفنانين مبيعا للالبومات في تاريخ الموسيقى . 
حصل جاكسون على شهادة الدكتوراه الفخرية في الآداب الإنسانية من جامعة فيسك في عام 1988.  في 29 ديسمبر 2009م، أعلن معهد الفيلم الأمريكي عن وفاة جاكسون باعتبارها «لحظة ذات أهمية». 

## الأرباح والثروة
في عام 1989، قدرت أرباح جاكسون السنوية من مبيعات الألبوم والتصديقات والحفلات الموسيقية بمبلغ 125 مليون دولار.  كما قدرت مجلة فوربس الدخل السنوي لجاكسون ب35 مليون $ في عام 1996 و 20 مليون $ في عام 1997  تقديرات القيمة الصافية لجاكسون خلال مجموعة حياته من السلبية 285 مليون $ إلى الإيجابية 350 مليون $ لعام 2002 و 2003 و 2007.  ذكرت مجلة فوربس في أغسطس 2018 أن إجمالي أرباح جاكسون قبل الضرائب في الحياة والموت بلغت 4.2 مليار دولار.   حققت مبيعات تسجيلاته من خلال وحدة سوني الموسيقية ما يقدر بنحو 300 مليون دولار في الإتاوات. ربما يكون قد كسب 400 مليون دولار أخرى من الحفلات الموسيقية ونشر الموسيقى (بما في ذلك حصته من كتالوج Beatles) والتأييد والترويج ومقاطع الفيديو الموسيقية. 
في عام 2013، قدم المسؤولون التنفيذيون لحوزة جاكسون عريضة في محكمة الضرائب بالولايات المتحدة نتيجة نزاع مع دائرة الإيرادات الداخلية (IRS) بشأن الضرائب العقارية الفيدرالية الأمريكية.  يزعم المسؤولون التنفيذيون أنه كان يساوي حوالي 7 ملايين دولار، وأن مصلحة الضرائب الأمريكية كانت تزيد قيمتها عن 1.1 مليار دولار. في فبراير 2014، ذكرت مصلحة الضرائب أن العقارات في جاكسون مدينة بمبلغ 702 مليون دولار؛ 505 مليون دولار من الضرائب، و197 مليون دولار من العقوبات.  عقدت محاكمة في الفترة من 6 إلى 24 فبراير 2017،  ومن المتوقع صدور قرار في عام 2019. 
في عام 2016، قدرت فوربس إجمالي الأرباح السنوية لشركة Jackson Estate بمبلغ 825 مليون دولار ، وهو الرقم الأكبر المسجل على الإطلاق لأحد المشاهير، ويرجع ذلك في الغالب إلى بيع كتالوج Sony / ATV.] [478 ] في عام 2018، كان الرقم 400 مليون دولار.  كانت هذه هي السنة الثامنة منذ وفاته حيث بلغت الأرباح السنوية لجاكسون أكثر من 100 مليون دولار. في عام 2018، ذكرت فوربس أن أرباح جاكسون تبلغ 400 مليون دولار، وبذلك يصل إجمالي ما بعد الوفاة لدى جاكسون إلى 2.4 مليار دولار .
 في عام 2019، اختارت فوربس جاكسون كأكثر المشاهير الموتى تحقيقا للارباح كل عام منذ وفاته باستثناء عام 2012. 

## أعماله الفنية
- | 1972 : غوت تو بي ذير Ain't No Sunshine I Wanna Be Where You Are Girl Don't Take Your Love from Me In Our Small Way Got to Be There Rockin' Robin Wings of My Love Maria (You Were the Only One) Love Is Here and Now You're Gone You've Got a Friend |
- | 1972 : بن Ben Greatest Show On Earth People Make the World Go 'Round" We've Got a Good Thing Going Everybody's Somebody's Fool My Girl What Goes Around Comes Around In Our Small Way Shoo-Be-Doo-Be-Doo-Da-Day You Can Cry On My Shoulder |
- | 1973 : الموسيقى وأنا (ألبوم) With a Child's Heart Up Again All the Things You Are Happy Too Young Doggin' Around Euphoria Morning Glow Johnny Raven Music and Me |
- | 1975 : مايكل إلى الأبد (ألبوم) We're Almost There Take Me Back One Day in Your Life Cinderella Stay Awhile We've Got Forever Just a Little Bit of You You Are There Dapper-Dan Dear Michael I'll Come Home to You |
- | 1979 : أوف ذا وول Don't Stop 'Til You Get Enough Rock with You Working Day and Night Get on the Floor Off the Wall Girlfriend She's Out of My Life I Can't Help It It's the Falling in Love Burn This Disco Out |
- | 1982 : ثريلر Wanna Be Startin' Somethin Baby Be Mine The Girl Is Mine Thriller Beat It Billie Jean Human Nature P.Y.T. (Pretty Young Thing) The Lady in My Life |
- | 1972 : باد Bad The Way You Make Me Feel Speed Demon Liberian Girl Just Good Friends Another Part of Me Man in the Mirror I Just Can't Stop Loving You Dirty Diana Smooth Criminal |
- | 1991 : دينجرس Jam Why You Wanna Trip on Me In the Closet She Drives Me Wild Remember the Time Can't Let Her Get Away Heal the World Black or White Who Is It Give In to Me Will You Be There Keep the Faith Gone Too Soon Dangerous |
- | 1995 : هيستوري بيلي جين The Way You Make Me Feel أسود أو أبيض Rock with You She's Out of My Life Bad I Just Can't Stop Loving You Man in the Mirror أغنية ثريلر أغنية بيت إت The Girl Is Mine أغنية تذكر الوقت لا تتوقف حتى تنال كفايتك Wanna Be Startin' Somethin' Heal the World Scream/Childhood إنهم لا يهتمون بنا Stranger in Moscow This Time Around أغنية الأرض دي إس (أغنية) تعالو سويا (أغنية) انت لست وحدك (أغنية) Tabloid Junkie 2 Bad التاريخ / أشباح Little Susie ابتسامة (أغنية شارلي شابلن) |
- | 2001 : إنفنسبل Unbreakable Heartbreaker Invincible Break of Dawn Heaven Can Wait (Michael Jackson song) يو روك ماي ورلد الفراشات (أغنية مايكل جاكسون) Speechless 2000 Watts You Are My Life Privacy Don't Walk Away Cry The Lost Children Whatever Happens Threatened |

### أفلام
- 1978 : ذي ويز
- 1986 : الكابتن ايو
- 1988 : مون والكر
- 1997 : أشباح مايكل جاكسون
- 2002 : رجال ذو بزات سوداء 2 (ضيف شرف)
- 2004 : ملكة جمال كاستواي وجزيرة الفتيات
- 2009 : مايكل جاكسون هذه هي
- 2012 : سيئ 25
- 2014 : مايكل جاكسون آخر جلسة تصوير
- 2016 : رحلة مايكل جاكسون من موتاون إلى خارج الجدار
- {2017} :{رحله مايكل جاكسون في البحث عن جزيره الأحلام}

### جولات فنية
- (1987–1989): جولة باد العالمية
- (1992–1993): جولة دينجرس العالمية
- (1996–1997): جولة هيستوري العالمية
- (1999): جولة مايكل جاكسون والأصدقاء
- (2009–2010): هذه هي (حفلات) (ألغيت)

### فيديو كليبات
- 1979 Don't Stop Til You Get Enough
- 1979 Rock With You
- 1980:She's Out Of My Life
- 1983 Billie Jean
- 1983 Beat It
- 1984:Thriller
- 1987:bad
- 1987:The Way You Make Me Feel
- 1987:Man In The Mirror
- 1988: Dirty Diana
- 1988: smooth criminal
- 1988:Leave Me Alone
- 1988: Speed Demon
- 1988: Come Together
- 1989:Liberian Girl
- 1991: Black Or White
- 1992: Remember The Time
- 1992: In The Closet
- 1992: Jam
- 1992: Who Is It
- 1992: Heal The World
- 1993: Give In To Me
- 1993: Will You Be There
- 1993: Gone Too Soon
- 1995: Scream
- 1995: You Are Not Alone
- 1996: Earth Song
- 1996: They Don't Care About Us
- 1996: They Don't Care About Us Prison Version
- 1996: Stranger In Moscow
- 1997: Blood On The Dance Floor
- 2001: You rock my world
- 2001: Cry
- 2010: Hold my Hand
- 2011: Hollywood Tonight
- 2011: Behind The Mask
- 2014: XSCAPE

### ألعاب ظهر فيها
- مايكل جاكسون مون والكر
- Space Channel 5
- Space Channel 5 Part 2
- Michael Jackson's The Experience

## وصلات خارجية
- الموقع الرسمي
- مايكل جاكسون على موقع IMDb (الإنجليزية)
- مايكل جاكسون على موقع ميتاكريتيك (الإنجليزية)
- مايكل جاكسون على موقع الموسوعة البريطانية (الإنجليزية)
- مايكل جاكسون على موقع روتن توميتوز (الإنجليزية)
- مايكل جاكسون على موقع مونزينجر (الألمانية)
- مايكل جاكسون على موقع قاعدة بيانات الأفلام العربية
- مايكل جاكسون على موقع ألو سيني (الفرنسية)
- مايكل جاكسون على موقع ميوزك برينز (الإنجليزية)
- مايكل جاكسون على موقع رولينغ ستون (الإنجليزية)
- مايكل جاكسون على موقع أول موفي (الإنجليزية)